# Тартария
Тарта́рия, или русский вариант — Татария (лат. Tartaria, фр. Tartarie, англ. Tartary, нем. Tartarei) — географический термин, использовавшийся в западноевропейской литературе и картографии в отношении обширных областей от Каспия до Тихого океана и до границ современных Китая и Индии. Активное использование топонима прослеживается с XIII до XIX века. В европейских источниках Тартария стала наиболее распространённым обозначением Центральной Азии и Сибири в ряду негативно окрашенных названий, которые не имели связи с реальным населением региона. Вплоть до XIX века европейские сведения о регионе оставались крайне скудными, отрывочными и полумифическими. Пространство, ранее называвшееся Тартарией, в современной англоязычной традиции также называют Внутренней или Центральной Евразией. Эти территории отчасти представляют собой засушливые равнины, основное население которых с древности занималось скотоводством.
Возникновение термина «тартары» связано с формированием империи Чингизидов и монгольским вторжением в Европу в первой половине XIII века. У европейцев термин превратился в «тартары» из-за контаминации с Тартаром. Последний в Средние века означал как глубочайшие области ада, так и далёкие и неизвестные области Земли, откуда, как казалось европейцам, пришли «дикие» орды кочевников. В русской литературе использовался вариант Татария, за исключением переводов зарубежных текстов.
В качестве terra incognita на ментальных картах европейцев Тартария стала одной из самых известных мифологических стран, наряду с Атлантидой или Землёй пресвитера Иоанна, — воображаемых территорий, которые обычно удаляли от центра мировосприятия и помещали на краю обитаемого мира. В качестве географического концепта Тартарию можно сравнивать с позднейшим понятием «Восток» в европейском ориентализме (в терминах Э. Саида).

## Этимология. Первые описания Тартарии
Впервые термин «Тартария» упоминается около 1173 года наваррским путешественником Вениамином Тудельским, который писал о «тибетской провинции Тартарии… в стороне Туркестана и Таншут [Tanchut], на севере Моголистана». Термин «тартары» без конкретного обозначения использовался в книге о подвигах и победах над сарацинами несторианского царя тартар Давида — «Relatio de David» (1221). «Тартары» встречаются у французского хрониста Альберика. Первые упоминания не имели негативного оттенка; их авторы, следуя восточным источникам, связывали монголов с царством пресвитера Иоанна. Этот миф, представлявший монголов в положительном свете, оказывал долговременное влияние на восприятие тартар в Европе. Первое относительно точное употребление слова «тартары» относится к 1224 году, когда грузинская царица Русудан в письме римскому папе Гонорию III назвала тартарами напавших на Грузию монголов. О тартарах сообщал доминиканский монах и путешественник Юлиан (1238), отправившийся на поиски Великой Венгрии в кипчакские степи и описавший катастрофу монгольского нашествия. Восприятие начало меняться в негативную сторону в 1236—1238 годах с распространением сведений о разрушительных последствиях монгольских завоеваний и радикально изменилось в 1241—1242 годах после того, как монголы опустошили Венгрию и достигли Адриатики.

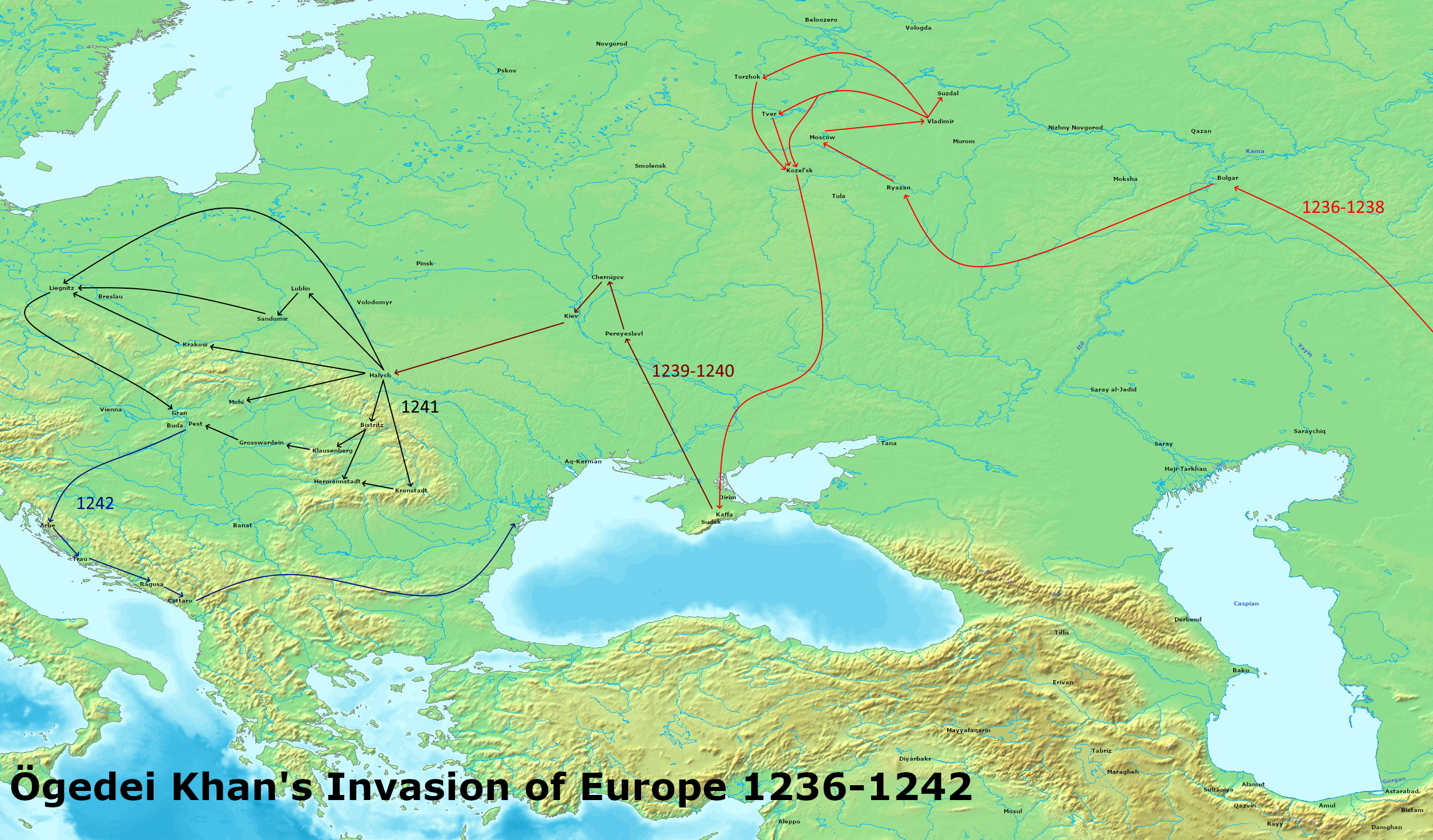
Западный поход монголов (1236—1242)

Понятие «Тартария» как специфическое географическое обозначение предположительно было сконструировано между 1238 и 1242 годами. Примерно в 1241—1242 годах, в связи с монгольским нашествием в Европу, произошло включение в топоним «Татария» названия преисподней (Тартар). Востоковед XIX века О. Вольф считал, что появление «r» в европейских языках было вызвано влиянием персидских диалектов, в которых «r» мог произноситься или нет. Однако, скорее всего, в силу отсутствия связей между европейскими хронистами и Персией, «Тартария» возникла без внешнего влияния, вследствие исторически обусловленной паронимической аттракции — два фонетически близких и семантически разных слова слились в одно. Из рассказа английского хрониста Матвея Парижского следует, что первым связал «тартар» с «Тартаром» в 1241 году французский король Людовик IX, в 1244 году провозгласивший крестовый поход против монголов. По версии Матвея, король отвечал на вопрос своей матери, Бланки Кастильской, о возможном вторжении тартар:146—147:

О, мать моя, пусть небеса нас поддержат! Ибо если этот народ придёт к нам, либо мы прогоним их обратно в Тартар, откуда они вышли, либо они всех нас отправят на небеса.
Людовика чаще всего называют автором этой ассоциации, хотя, возможно, слово уже несколько лет употреблялось (так полагал, например, О. Вольф). В 1244 году германский император Фридрих II схожим образом соотносил Тартар и тартар: «ad sua Tartara Tartari detrudentur» («пусть Тартары будут отброшены в их Тартар»). «Тартария» закрепилась в употреблении: Людовик IX использовал термин в переписке с монгольскими ханами в 1248—1262 годах.
Описания Матвея Парижского и императора Фридриха отсылали к Тартару: тартары назывались «ненавистным народом», «яростными, как демоны», «посланными самим Сатаной». Их появление на границах Европы связывалось с пришествием Антихриста: в обстановке между 1250 и 1400 годами (Матвей Парижский, составляя «Большую хронику», был уверен, что Антихрист придёт в 1250 году) в ожидании Страшного суда монголы на сотни лет превратились в «людей Ада», всадников Апокалипсиса и воинов Антихриста, как в народных представлениях, так и у образованных европейцев. Так монголов позднее представляли Роджер Бэкон, армянский историк Киракос Гандзакеци, хронист Жан де Жуанвиль, Данте в «Божественной комедии» и др. Как живописно сказано в русском академическом издании 1848 года: «В понимании европейцев „тартары“ — народ, несущий ужасы и конец света, и форма этого слова сделалась общеупотребительной, намекая на происхождение врагов Христианства из языческого Тартара».

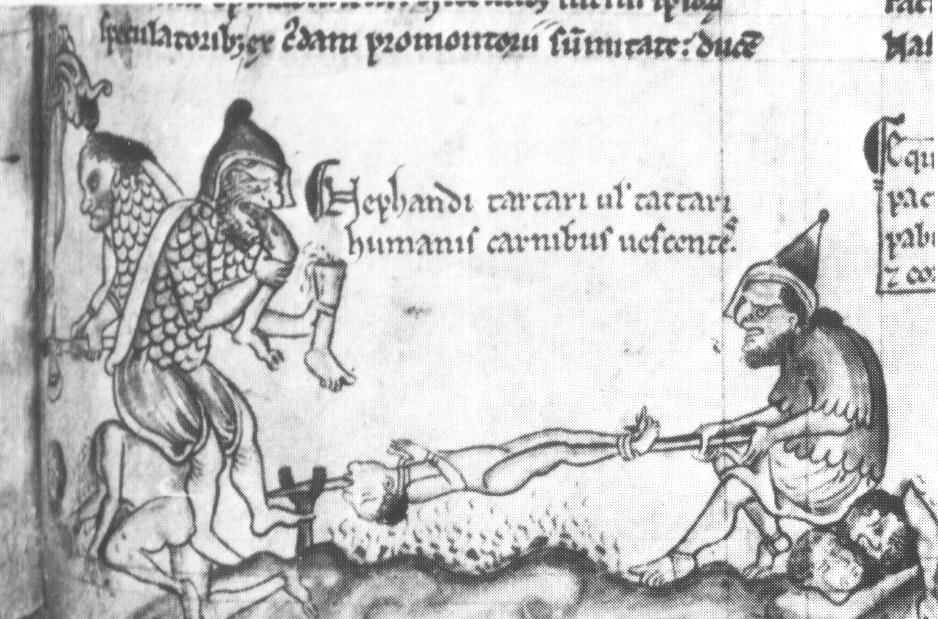
Изображение тартар у Матвея Парижского

В письме к Гийому Овернскому в 1242 году венгерский епископ сообщал, что страна тартар находится «за горами близ реки Эгог», заключая, что это народ Гога и Магога. В «Большой хронике» Матвея Парижского Тартария предстаёт как место, окружённое «непреодолимой горной преградой»:98; в горах берёт начало река мёртвых — Тартар:102 или Эгог. Река дала название народу Тартарии; последняя мысль присутствует у Юлиана. Согласно Матвею, «сатанинское племя» в бесчисленном множестве перешло непреодолимые горы и реку и явилось, чтобы возвестить о конце света:98—100, 102, связь с которым для хрониста дополнительно подтверждалась «обнаружением» реки. Доминиканский монах Симон де Сен-Квентин, в 1245—1248 годах участвовавший в папском посольстве Асцелина Ломбардского ко двору монгольского хана, локализовал Тартарию «вне Персии и Армении» и поместил её в пределах границ Индии; царём тартар был Давид. По мнению историка Ж. Ришара, под Индией имелось в виду Каракитайское ханство.

## Тартария в XIII—XVI веках: эпоха тартар

### Образы Тартарии
Тартария существовала не как реальная, а как мифологическая страна на ментальных, или когнитивных картах, которые, в отличие от обычных географических карт, описывают и структурируют не территорию, а пространство (хотя могут быть географически точными), полимасштабны и репрезентируют картину мира того или иного человеческого сообщества. Тартарию можно ставить в один ряд с такими известными мифами, как Атлантида, Земля пресвитера Иоанна, Беловодье, светлый град Китеж. Тартария рассматривается как terra incognitа для европейцев — «земля неведомая» (в противоположность terra cognita, «земле знаемой»), пространственная область, которая удаляется от центра обитаемого мира и помещается на краю карт; наполняется воображаемыми географическими объектами, населяется фантастическими существами.
В тысячелетний период (III—XIII века) у западноевропейских космографов сформировался образ Центральной Азии как окружённой горами страны, расположенной поблизости от земного рая; в ней обитали мифические существа и чудища, связанные с Александром Македонским и Гогом и Магогом. Зловещие образы Тартарии и тартар отразили страх перед монгольскими завоевателями и в сознании европейцев наложились на образы Гога и Магога, обитавших на северо-востоке мира; новые и старые образы частью смешались друг с другом. Смешение античных представлений и топонима «Тартария» определило долговременное (архетипическое) сходство тартар и Гога и Магога.

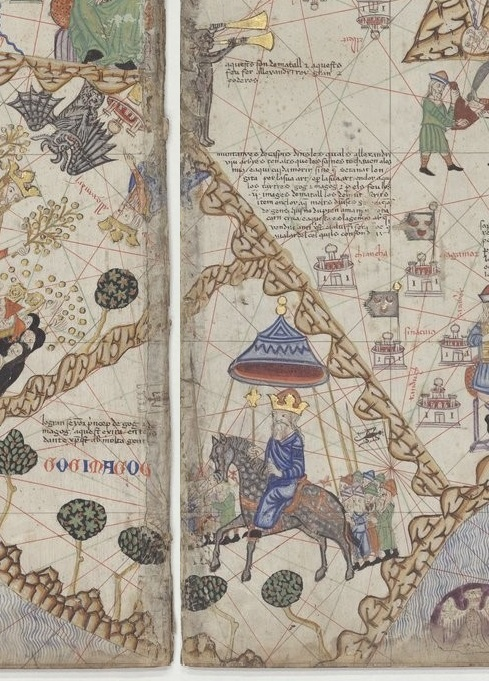
Земли Гога и Магога, фрагмент. Каталонский атлас (1375)

В XIII—XIV веках термин «Тартария» распространяется в текстах, становится основным для описания пространств Центральной Азии и обобщённого обозначения Монгольской империи, хотя используются и разнообразные эквиваленты (азиатская Сарматия, страна Гога и Магога, Степь и др.). Как отмечает С. Горшенина, ряд изменений в этнониме Mongghol или Mongghal в европейских языках в конечном счёте приводит к отождествлению монголов (тартар) с потомками Гога и Магога; у Матвея Парижского тартары принадлежат к народам, запертым Александром Македонским в горах за Каспийским морем до конца мира. Согласно Матвею, с наступлением конца света тартары освободятся, «чтобы совершить великую бойню»:101; они распространятся с севера по четырём частям света, возвещая пришествие Антихриста. У Джона Мандевиля тартары выйдут вслед за неизвестным зверем через отверстие в горах, сделанное лисой.
Факт родства с Гогом и Магогом «подтвердил», например, доминиканский миссионер Рикольдо да Монтекроче, в конце XIII века посетивший взятый монголами Багдад. Согласно его рассуждению, самоназвание тартар — Mogoli — является лишь искажением Magogoli, поэтому тартары — потомки Гога и Магога. Хранителем «про́клятых народов» был пресвитер Иоанн. В версии «Романа об Александре» 1236 года запертые мифические цари (двадцать два или двадцать четыре царя) Гога и Магога являются царями тартар (монголов): популярность мифа об Александре Македонском связала его с Монгольской империей. Смешение имело место не только в текстах, но и в иконографии — французская миниатюра начала XV века (иллюстрация «Книги чудес света» Марко Поло), описывающая битву хана Хубилая в Бирме, явно воспроизводила структуру современной ей миниатюры о битве между Александром и Пором. На географических картах параллель между Тартарией и Гогом и Магогом появляется позднее, хотя Матвей Парижский ещё в 1253 году на своей карте Святой земли указал, что тартары пришли из окрестностей Гога и Магога (северо-восток).

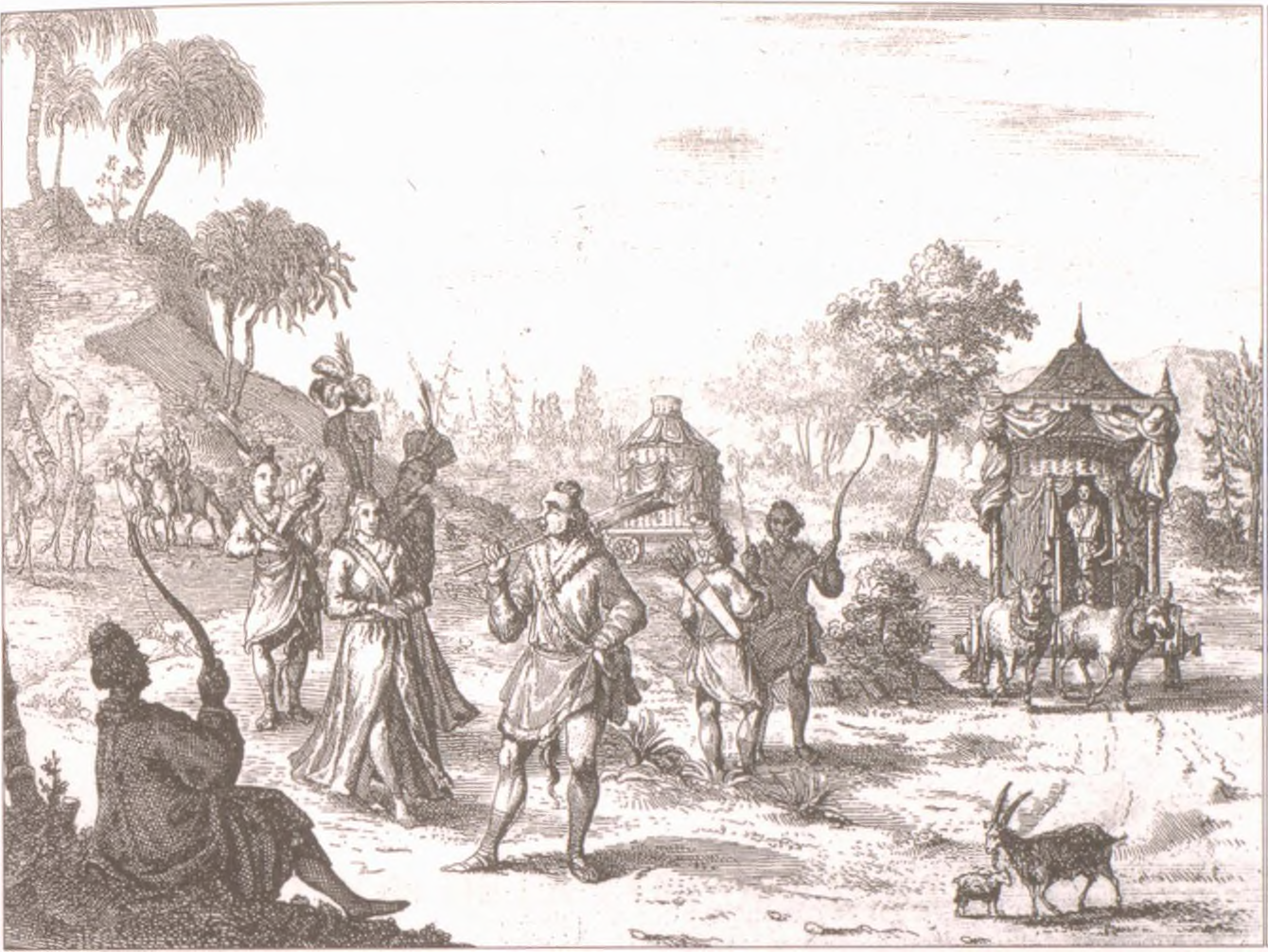
Фантастическое представление французского художника о повседневной жизни тартар-кочевников, с элементами классицизма и романтизма. Иллюстрация к «Истории Монгалов» Карпини (в книге Пьера Бержерона, издание 1735 года)

Помимо Гога и Магога, тартар связывали с также запертыми Александром Македонским десятью потерянными коленами Израиля (легенда восходит к Раннему Средневековью), исмаилитами и мадианитянами из Ветхого Завета (последние два сопоставления имеются у Юлиана); библейские ассоциации и отсылки к Александру несколько уравновешивали негативные представления о тартарах. Марко Поло в одном из рассказов утверждал, что видел побеждённых Александром тартар (сюжет, скорее всего, был взят из «Романа об Александре»). Общим местом было отождествление монголов и евреев, возникшее ещё в IX веке и распространившееся ко времени монгольских завоеваний. Монголы оказывались потомками еврейских племён, изгнанных в Мидию ассирийским царём: в результате в XIII веке Мидию и Персию не отличали от Тартарии; Рикольдо да Монтекроче задавался вопросом о связи между евреями и тартарами. Следы этих фантастических этимологий и воображаемых связей прослеживаются вплоть до XVIII века. Другим распространённым сравнением была «связь» между тартарами и скифами (опосредованная через Гога и Магога, с которыми скифов связывали ещё древнеримские историки). Цепочка ассоциаций включала Гога и Магога, скифов, тартар, турок или славян, которых часто смешивали с сарацинами. Так, для Роджера Бэкона тартары были похожи на евреев, скифов и Гога и Магога. В противопоставлении кочевников-тартар оседлым народам воплотилась античная дихотомия между цивилизацией и варварством, ойкуменой и внешним миром, дополненная разграничением христиан и неверных. Дихотомия имела место, например, в описаниях Рубрука, Плано Карпини, Матвея Парижского. Вместе с тем, противоречивость коннотаций, совмещение положительных (воображаемое царство пресвитера Иоанна или предполагаемая религиозная терпимость монголов) и отрицательных (образ преисподней) элементов в период конструирования Тартарии были вписаны в политический контекст того времени: страх перед монголами сочетался с надеждой на их помощь в борьбе против мусульман. Последнее обстоятельство подкреплялось фактом военной кампании монголов на Ближнем Востоке; Рубрук сообщал об их антимусульманских планах.
Средневековые авторы не различали миф и реальность: Тартарию населяли не только люди, но и разнообразные сказочные существа. Ярким примером были свидетельства Плано Карпини: в попытке рассказать историю тартар автор так же тщательно описывал чудищ, населявших завоёванные монголами страны, как и их реальную жизнь. Список, приведённый Карпини, включает немых существ, созданий без суставов в коленях, кинокефалов (которых отмечал и спутник Карпини Бенедикт Поляк), с пёсьими мордами и бычьими копытами, одноногих и одноруких людей, людей с маленькими желудками, которые питаются только дымом от варёного мяса и др.; Карпини описывает чучела, извергающие огонь, горы магнитов, притягивающих стрелы, грохот при восходе солнца и т. д. Путешественникам было очевидно, что подобные чудища и чудеса невозможно увидеть (что не ставило под сомнение их существование), поэтому их постоянно локализовали в новых областях Тартарии. Монгольское завоевание изменило представления о «чудищах» Центральной Азии; если ранее реальные народы превращались в чудищ, то отныне чудища становились народами. Согласно подсчётам историка географии П. Готье-Дальше, количество чудищ на европейских картах выросло в течение первой половины XIII века; в дальнейшем тенденция проявлялась и в литературе (Джон Мандевиль).

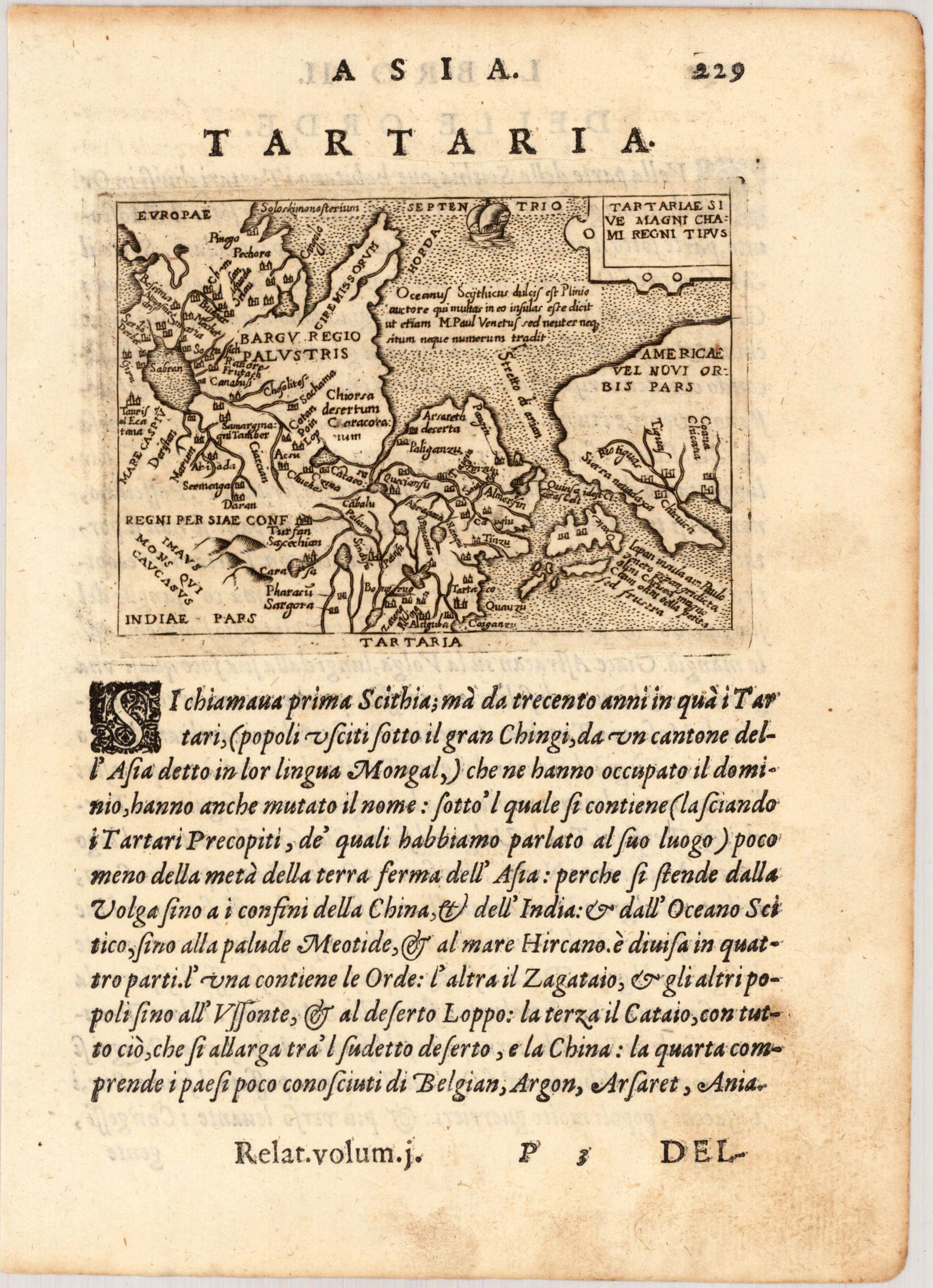
Карта и описание Тартарии у Джованни Ботеро, 1599 год

Страна женщин с мужскими телами располагалась за пределами Катая, сообщал армянский историк Киракос Гандзакеци; мужчины в его описании походили на собак. Кинокефалы обитали на северо-востоке Тартарии, согласно карте Анри из Майнца (XIII век). Примерно там же, к северу от народа Samogedi (самоеды), их помещают Плано Карпини и Бенедикт Поляк. С Гогом и Магогом и людоедами на берегу Северного океана соседствуют кинокефалы у немецкого картографа Андреаса Вальспергера (XV век). Первые сомнения в правдивости сказочных описаний можно видеть, например, у Рубрука, задававшегося вопросом о существовании на севере «про́клятых народов». Тем не менее, из-за культурного шока европейцы зачастую воспринимали реалистическую часть сведений путешественников как вымысел. Иллюстрация XV века к описанию сибирских тартар в «Книге чудес» Марко Поло изображала одноногих и циклопов, однако книга опровергала подобные сведения. Сказочные образы обитателей Сибири сохранялись вплоть до Сигизмунда фон Герберштейна (XVI век). В своём капитальном многотомном труде «Relationi universali» (1595) итальянский священник и дипломат Джованни Ботеро так описывал Тартарию:

Изначально называлась Скифия, но триста лет назад перешла к тартарам (одному из народов великого Чингиса), из региона Азии, на их языке называемом Монгал. Те стали править и также изменили название. В неё входит (за исключением тартаров-прекопитов, о которых будет сказано отдельно) почти половина азиатского материка. Она простирается от Волги до границ Китая и Индии, от Скифского океана до Меотидского озера и Гирканского моря. <…>

### Путешествия в Тартарию

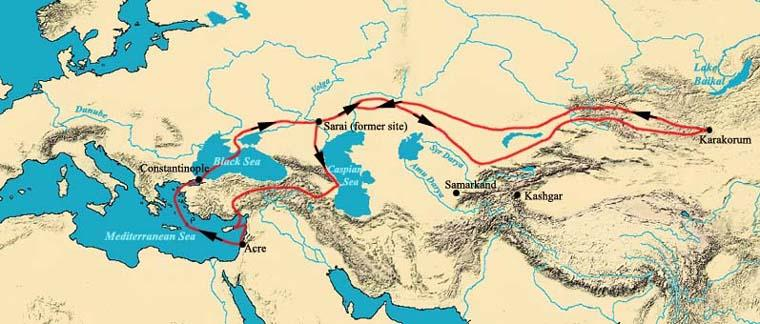
Путешествие Рубрука (1253—1255)

После 1260 года непосредственная угроза Европе ослабла; по выражению С. Горшениной, установился «Pax Tartarica», с его религиозной терпимостью. Эти обстоятельства способствовали изучению Тартарии в XIII—XIV веках миссионерами, торговцами и дипломатами. Несмотря на опасности, в период между 1245 и 1345 годами они пытались установить связи с Китаем, используя Великий шёлковый путь, когда морской путь был ещё неизвестен. Европейцы оспаривали первенство мусульманских путешественников. Среди первых европейских исследователей «центральноазиатского» пространства были францисканский монах Плано Карпини, первый посол папы Иннокентия IV (1245—1247), его собрат Гильом де Рубрук (1253—1255), путешествовавший как обычный миссионер, и венецианский купец Марко Поло (1260—1295). Карпини в 1246 году проехал через юг Русской равнины, территории нынешней Средней и Центральной Азии и достиг столицы «Тартарии» Каракорума. Для путешественников XIII века (Плано Карпини) северной границей Тартарии был океан, восточной — земли китайцев, Solongyos (корейцы или маньчжуры), с юга Тартария граничила со страной сарацин (или бисермин), к юго-западу лежали земли Guires (уйгурский Восточный Туркестан или Монголия), а на западе от Тартарии, между Хангаем и горами Алтайн-Нуру (долина Чёрного Иртыша), обитали найманы. В этот период Тартария иногда отождествлялась с Монгольской империей, достигшей наибольшего расширения при хане Хубилае, и простиралась от Чёрного моря до Китайского, от Сибири до Камбоджи.
В 1329 году католическая епархия была основана в Самарканде доминиканским миссионером Фомой Манказола, а в 1342 году — в столице Чагатайского улуса Алмалыке (усилиями францисканца Джованни де Мариньолли). Несмотря на активность католических миссионеров в первой половине XIV века, вскоре контакты между Европой и Тартарией вновь ослабевают; среди причин — эпидемия чумы в Европе (1340-х годов), усиление Османского государства, мешавшего прямым контактам, распад Монгольский империи и падение монгольской династии в Китае, «закрытие» Китая от европейцев во времена династии Мин. После окончательной исламизации Центральной Азии новое возобновление контактов происходит в начале XV века, в момент возникновения эфемерной империи Тамерлана. Испанский посол Гонсалес де Клавихо прибывает в 1404 году ко двору Тамерлана; захваченный в плен Баязетом I, а затем Тамерланом, баварец Иоганн Шильтбергер, упоминающий в записках о Белой Тартарии, проводит в Азии 25 лет (1402—1427). Век спустя англичанину Энтони Дженкинсону удаётся посетить Тартарию (1557—1559) перед её «закрытием» для европейцев. Все путешественники разделяли устоявшиеся мифологические представления о Тартарии, отправляясь на поиски окружённой горными хребтами страны, Гога и Магога, царства пресвитера Иоанна, потерянных израильских племён, Александра Македонского, разных чудищ и т. д. В их описаниях сочетались реальность и вымысел, которые подчёркивали разнообразие «нового мира».

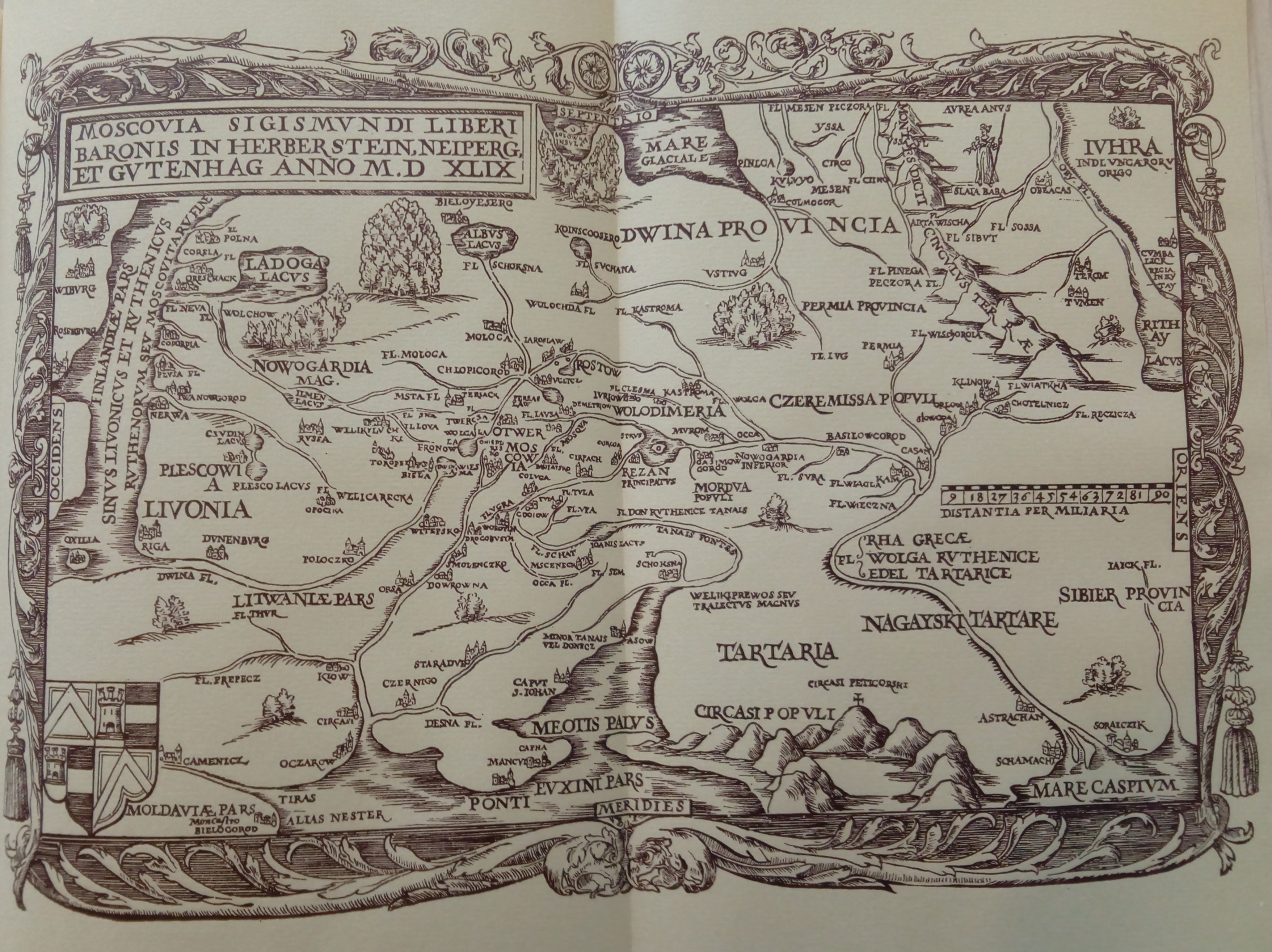
Карта из «Записок о Московии». Изготовлена Августином Хиршфогелем в 1546 году

В конце XV века начались путешествия европейцев в Россию, их сообщения повлияли на картографию Тартарии. Особое место занимали «Записки о Московии» (1549) Сигизмунда фон Герберштейна. В его трактате рассказу о татарах посвящено 12 % общего объёма книги и ещё почти 30 % «Хорографии». Вальтер Ляйч объяснял это влиянием Матвея Меховского, повествовавшего о двух Сарматиях, второй из которой была Тартария. Сведения о Тартарии немногочисленны, частью мифологизированы; фон Герберштейн не выезжал за пределы Москвы, и основным источником его информации были рассказы Шах-Ахмата.
В 1614—1626 годах итальянский аристократ Пьетро делла Валле объехал значительную часть стран Ближнего и Среднего Востока, посетив в том числе Индию. Его путешествия подробно документированы им самим с позиции ренессансного гуманизма, который причудливо сочетался с идеологией крестовых походов. Деятельность его оценивается с позиций антикварианизма, на становление которого путешественник-одиночка оказал существенное влияние; именно он привёз в Европу Самаритянское Пятикнижие. В одном из своих посланий он приводил историю о том, как могольскому падишаху подарили атлас Меркатора; именно из этого следует, что делла Валле отличал Индию от Персии и Тартарии, называя последние «связанными с Индией». В то же время в другом послании (№ XVII, от 29 ноября 1622 года) он использовал понятия «узбекский» и «тартарский» (итал. uzbeiga o tartara) как синонимы.

### Тартария на европейских картах XIII—XV веков
В XIII—XIV веках на европейских географических картах (mappae mundi) термин «Тартария» используется редко. Согласно подсчётам немецкого картографа А. Д. фон ден Бринкен, в тот период Tartarorum terra встречается всего трижды на 21 карте на шести языках. Тартары упоминаются на итальянской карте 1320—1321 годов географов Марино Санудо и Пьетро Висконте. Mappae mundi Санудо, Висконте и Паулина, составленные в 1310—30-е годы, отмечены влиянием арабских источников. Карты представили новую Центральную Азию; помимо тартар, на картах изображены Железные Врата и царство Катай. На карте 1320—1321 годов страна тартар располагается около обнесённого стеной замка, укрепления (castrum) Гога и Магога на северо-востоке у Северного океана. Карта сопровождается комментариями: «здесь были заперты тартары» и «здесь собралось великое множество тартар». По мнению историка Э. Эдсон, последняя фраза может относиться к описанному Плано Карпини избранию монгольского Великого хана в 1246 году. На карте изображены два Каспийских моря, которые названы одним словом, однако расположены в разных местах. Первое имеет форму океанского залива: именно там «заперты тартары»; второе находится в горах, из него вытекает река Gyon (Oxus). По мнению С. Горшениной, такое раздвоение характеризует попытку совместить античные источники и новые сведения о Центральной Азии.

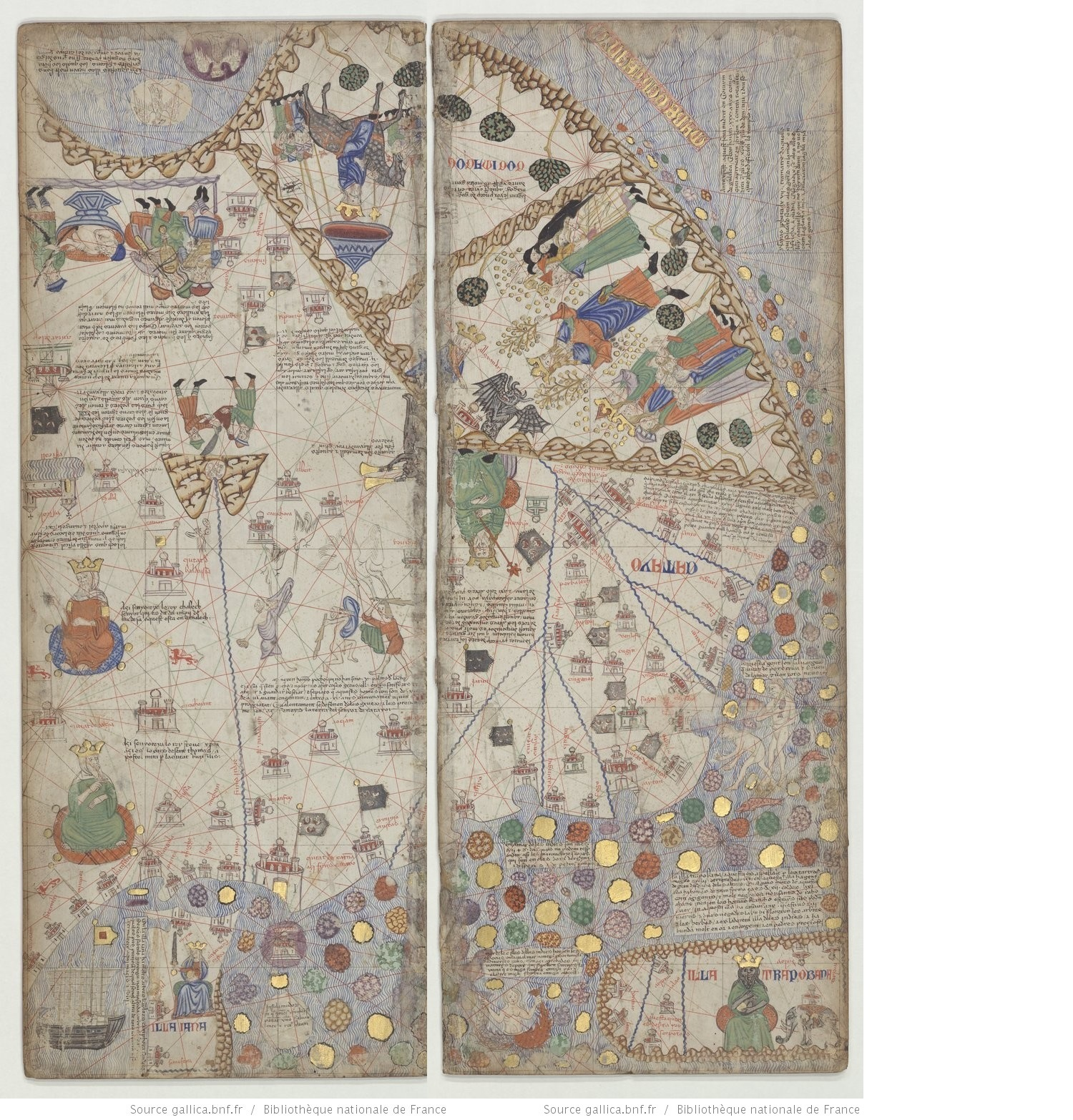
Земли Гога и Магога. Каталонский атлас (1375)

В XIV—XV веках развитие картографии Тартарии происходило в основном в Италии, Португалии и Каталонии, сохранявших контакты со странами Востока. Новые, более современные названия появляются на знаменитом Каталонском атласе 1375 года, составленном еврейским картографом из Мальорки Авраамом Крескесом: «центральноазиатские» топонимы впервые заимствованы у Марко Поло, а также у Одорико Порденоне и Джона Мандевиля. Данный атлас довольно точно передавал общую политическую ситуацию того времени, несмотря на приблизительность городов, рек и т. д. В нём сохранялись и фантастические элементы: гиганты на севере; пигмеи на юге — между Катаем и Индией; королевство амазонок, Гог и Магог и т. д. Иллюстрация в Каталонском атласе сопровождается загадочным комментарием:

Каспийские горы, в которых Александр [Македонский] увидел деревья такие высокие, что вершины их касались облаков. Здесь бы он и погиб, если бы Сатана не явил свой замысел. И, по его замыслу, он запер здесь Тартаров Гога и Магога и для них сделал двух идолов из металла, что и обозначено… Запер он также различные племена, которые без колебания ели любое сырое мясо. С ними придёт Антихрист, и их концом будет огонь, который упадёт с неба и уничтожит их.

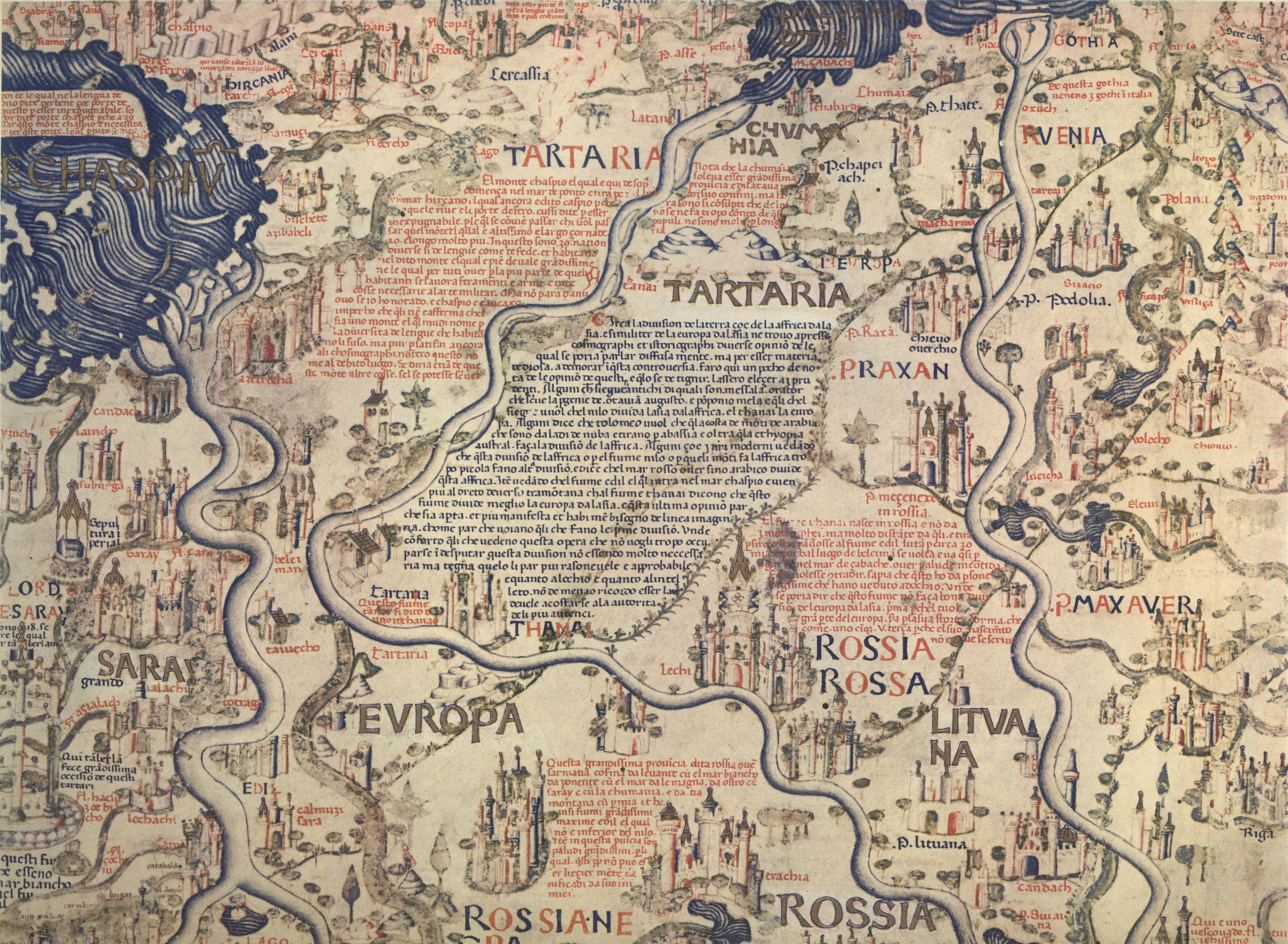
Фрагмент карты Фра Мауро. Картограф — Андреа Бьянко. 1459

Образы Гога и Магога и тартар разделяются на ряде карт XV века — итальянской карте Андреа Бьянко (1432—1436), карте Борджиа (1410—1458), Каталонской карте из библиотеки Эстенсе де Модена (1450) и других. Причинами называются положительные описания Марко Поло и особенно падение Монгольской империи (1368). Картография начинает рассматривать Гога и Магога в антисемитской перспективе: место тартар занимают евреи. Запертые в горах Центральной Азии евреи появляются на немецких и итальянских картах XV века. На карте Борджиа тартары не заперты, а свободно располагаются со своими повозками, верблюдами и юртами на пространстве между Чёрным морем и Катаем. Множество восходящих к Марко Поло «тартарских» топонимов присутствует на венецианской карте 1460 года, в том числе двадцать вокруг Каспийского моря; шесть раз Тартария отмечается в Сибири, обнаруживается в Туркестане и разных местах Каракорума и Катая. Карта Винланда изображает Tartaria mogalica (вероятно влияние «Истории Монгалов» Карпини), Magnum mare Tartarirum («безбрежное тартарское море») между Евразией и восточными островами; из Каспийского моря вытекает Tatartata fluuius (река Татартата), впадая в Северный океан. На знаменитой венецианской карте Фра Мауро (1448—1459) подписьTartaria относится к низовьям Днепра. Карта обобщает средневековую картографию и обозначает переход к современной эпохе, однако, несмотря на высокое качество, образ Тартарии и на ней, и в картографии XV века в целом не претерпевает существенных изменений.

### Начало современной картографии: XVI век

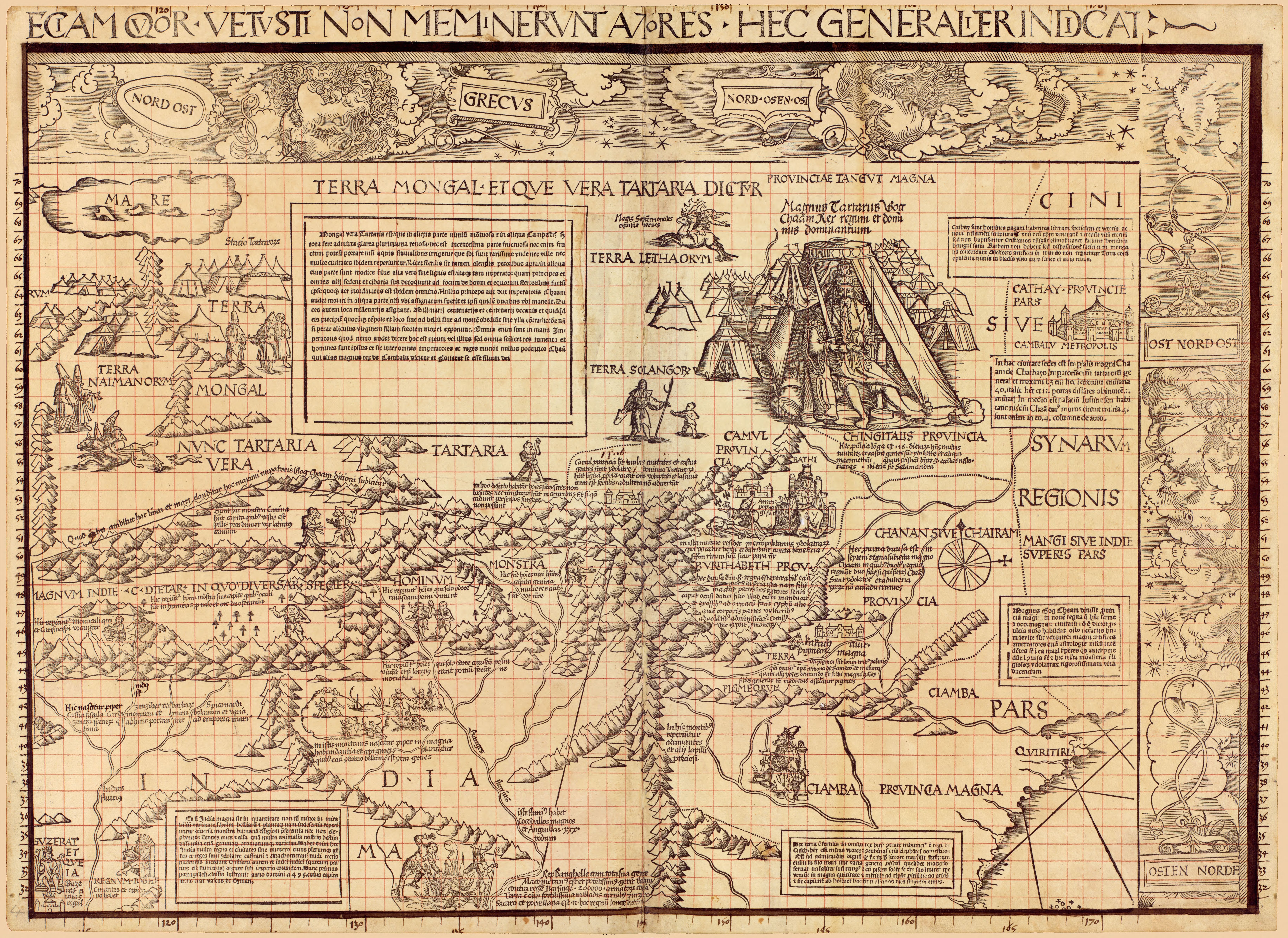
Карта Мартина Вальдземюллера (1516)

Разрыв с наследием Птолемея происходит в начале XVI века, с появлением больших атласов; на новаторской карте Мартина Вальдземюллера (опубл. 1516) Тартария включает ряд территорий России и Дальнего Востока: монголы обитают в «подлинной Тартарии» («Terra Mongal et que vera Tartaria dicitur»), а две тартарские провинции — Tartaria Corasine (смешение Хорасана и Хорезма) и Tartaria Torquesten (Туркестан) — находятся южнее, к востоку от Каспийского моря. Эти две Тартарии заменяют, соответственно, птолемеевские Скифию, Согдиану и Бактрию. В течение XVI века происходит «наступление» современных названий на территорию, ранее относимую к Тартарии; в частности, у Герарда Меркатора (1541) и Абрахама Ортелия. На карте мира Абрахама Ортелия (1564) Тартария располагается далеко на севере Азии, занимая неопределённое положение между Россией и Дальним Востоком.

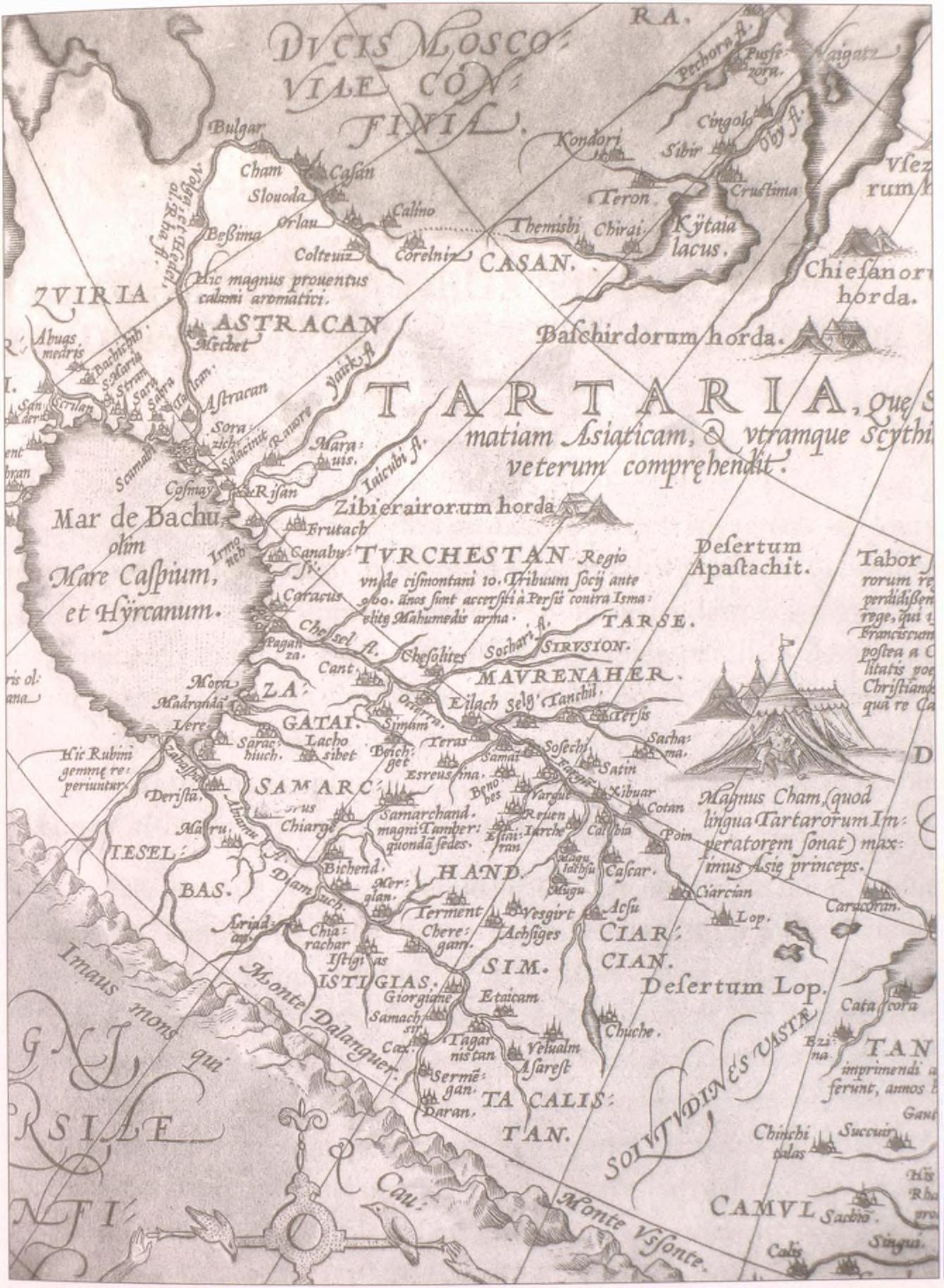
Фрагмент карты Тартарии в атласе Ортелия «Зрелище круга земного» (1598)

Включённая в «Записки о Московии» карта Августина Хиршфогеля (создана в 1546 году) использовала русские, польские, литовские источники; на карте появляется путь в Китай через Северный океан. Карта Энтони Дженкинсона (1562, включена в Атлас Ортелия 1598 года), составленная по результатам путешествий в Среднюю Азию и Персию (1557—1564), решающим образом повлияла на изображения Центральной Азии, прежде всего Туркестанского бассейна. В отличие от античных карт, на которых Яксарт (Сырдарья) впадает в Каспийское море, на карте Дженкинсона река течёт на север, через области Taskent (Ташкент) и Boghar (Бухара); Амударья берёт начало в окрестностях Shamarcandia (Самарканд) и сливается с Сырдарьёй, впадающей затем в озеро Kitaia Lacu (вероятно, Аральское море). Озеро соединяется с Северным океаном рекой Oba (Обь). Поиски северного морского пути отражались и на карте Тартарии Меркатора (1569), а затем на «Атласе» фламандского картографа Йодокуса Хондиуса (1606); название города Cambalich (Пекин) повторяется (Cambalu) на побережье Тихого океана. Вероятно, под влиянием русской топонимии границы Катая доходят до озера Kitaia, из которой вытекает река Обь. Описания Дженкинсона и Меркатора в целом точно отражают (во многом ошибочные) представления европейцев о Северо-Восточной Азии второй половины XVI века.

## Тартария в XVI—XVIII веках: эпоха ориентализма и колониализма
Появление научного востоковедения (ориентализма) в начале XVII века произвело революцию в представлениях об Азии, в течение XVII столетия античные названия почти полностью исчезли. Наиболее существенные изменения произошли в 1630—40-е годы. Первыми более или менее точными изображениями Центральной Азии были карты, составленные русскими исследователями в конце XVII — начале XVIII веков. В XVIII веке завершилось очерчивание горных систем Гиндукуша, Памира и Гималаев и речных бассейнов Средней Азии, что позволило наконец разделить Аральское и Каспийское моря. Географическая реальность Великой Тартарии оставалась мало изученной по сравнению с Турцией, Персией, Восточной Индией и Китаем, хотя Жиль Робер де Вогонди и Дидье Робер де Вогонди в 1757 году утверждали, что «экспедиции в языческие страны обеспечили превосходное знание об их землях». Исключение составляли северо-восточная Тартария (исследования русских путешественников и иезуитов) и Каспийский бассейн. Независимая Тартария и области за Яблоновым хребтом вдоль Амура, вплоть до Тартарского залива, оставались terra incognita для русских и европейцев. К концу XVII века образ Тартарии «распался» на части, на различные «тартарские» регионы, к XVIII веку большинство европейских исследователей использовали разделение Тартарии на русскую (или московскую), независимую и китайскую.

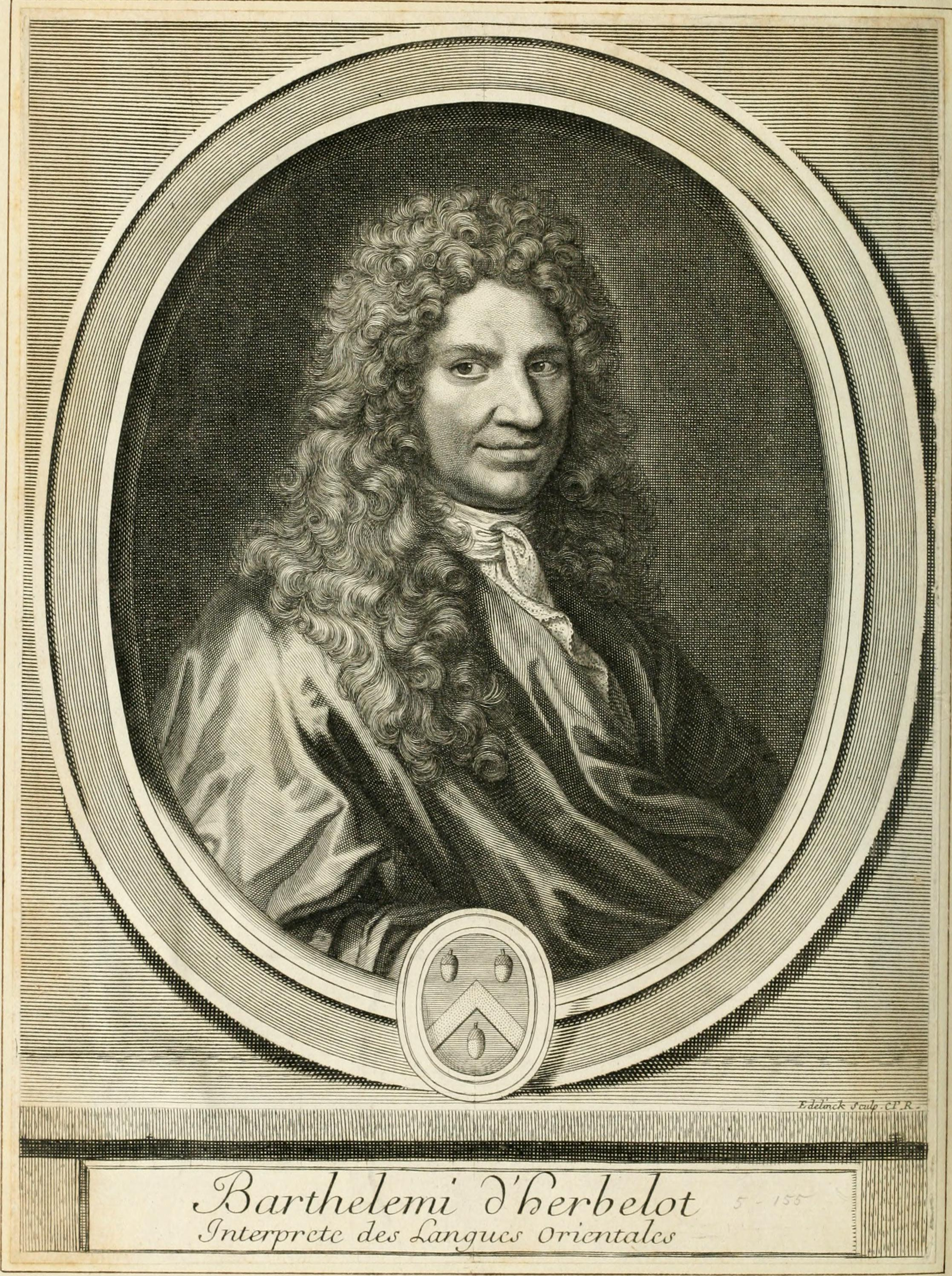
Эрбело, Бартелеми

Образ Тартарии — Центральной Азии — формировался на пересечении четырёх различных перспектив. Во-первых, с точки зрения изучения Ближнего и Среднего Востока (Леванта), конструируемого в виде «классического Востока», Востока как такового, новой античности. Во-вторых, со стороны синологии — исследований Дальнего Востока, полного экзотики, по природе отличного от Европы; наконец, Тартария изучалась державами, которые имели политические интересы: с северо-запада её осваивали русские путешественники, с юга, из Индии, — британские исследователи. Епископ Клод Висделу (его трактат был опубликован в «Восточной библиотеке» Бартелеми д’Эрбело в 1779 году) предпринял попытку описать Тартарию с помощью «структурных оппозиций»: кочевники — земледельцы, Верхняя Азия — Нижняя Азия.
В XVII—XVIII веках в описаниях и картах европейских энциклопедистов термин «Тартария» не обладал общим и точным значением, хотя сохранял негативную коннотацию. Различными были его транслитерация, содержание, описываемое географическое пространство. Энциклопедические описания, включая подробный анализ Висделу, оставались размытыми. Согласно С. Горшениной, термин указывал на различные этнографические, региональные и политические характеристики, которые сосуществовали в картографии, исторических или философских описаниях.

### Тартария в европейских исследованиях

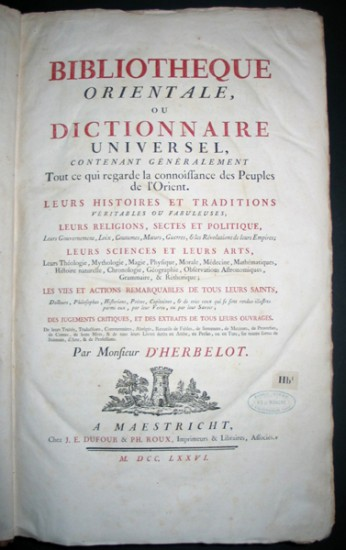
Титульный лист «Восточной библиотеки» Эрбело, Бартелеми (1776)

Мусульманский взгляд представлен в «Восточной библиотеке» (1697) французского филолога Бартелеми д’Эрбело — всеобщей энциклопедии Востока, описавшей Центральную Азию на основе сведений мусульманских путешественников и исследователей. Д’Эрбело не упоминал Тартарию, а следовал восточным авторам: Иран и Туран включали всю Верхнюю Азию вне Индии и Китая. Учёный использовал топонимы «Туркестан» и «Мавераннахр», уточнял сведения о тартарах, монголах, западных и восточных турках.
В XVII веке миссионеры постепенно продвигались вглубь Тартарии, вместе с маньчжурской армией; в 1682—1683 годах начались контакты с русскими исследователями, которые интересовались китайскими источниками по Тартарии. Миссионеры-иезуиты Фердинанд Вербист, Жан Франсуа Жербийон и другие искали путь из Пекина в Европу через Великую Тартарию; миссионеры контактировали, в частности, с русским дипломатом Николаем Спафарием. В результате сотрудничества по обмену знаниями Тартария стала более доступной. «Путь через страну узбеков в Китай не был столь трудным и долгим, как полагает большинство», — заключил в 1693 году путешественник-иезуит Филипп Авриль. Карты становились более точными; фундаментальным исследованием было «Географическое, историческое, хронологическое, политическое и физическое описание Китайской империи и китайской Тартарии» Жана-Батиста Дюальда (1736). Большое значение Дюальд придавал Великой Китайской стене — границе между «цивилизованным миром» и «варварством». Мир варваров за Великой стеной получил название Великой Тартарии (для описания автор использовал трактат Жербийона):

…Великой Тартарией зовётся вся часть нашего континента между восточным морем к северу от Японии, Ледовитым морем, Московией, Каспийским морем, Моголами, королевством Аракан рядом с Бенгалией, королевством Ава, Китайской империей, королевством Корея; на западе Великая Тартария ограничена Московией, Каспийским морем и частью Персии; с юга — той же частью Персии, Моголами, королевствами Аракан и Ава, Китаем и Кореей; с востока — восточным морем, а с севера — Ледовитым морем. Вся эта обширная область когда-то была поделена между бесчисленными правителями, а сегодня почти полностью объединена под властью императора Китая или царей Московии. Только несколько областей не подчиняются одной из двух империй: страна Узбек, часть страны калмуков или калмаков, Тибет, несколько маленьких государств в горах в стороне королевства Ава и к западу от провинции Сычуань.
Согласно Дюальду, Великая Тартария разделена на три части: московская Тартария, или северная Тартария, открытая русскими малонаселённая область; независимая Тартария, центр которой никогда не посещали иезуиты; наконец, китайская Тартария (восточная Тартария, или страна монголов, между Великой Китайской стеной и русскими владениями), описанная Жербийоном. Китайские территории за Великой стеной, пишет Дюальд, ныне находятся в зависимости от маньчжурских тартар, когда-то населявших восточную Тартарию. Историк подробно описывает восточную Тартарию, отмечая, что она представляет главным образом обширную пустыню, в два раза меньше Китая. В центре восточной Тартарии находится страна Хами, чьи обитатели считают себя потомками Тамерлана. Хами представляет собой засушливый и песчаный регион, которую китайцы иногда называют песчаным морем (mer de sable), а сами тартары — Гоби. Это очень негостеприимная страна для путешественников, опасная для лошадей, поэтому тартары чаще используют верблюдов. О независимой Тартарии Дюальд пишет, что в Мавераннахре её назвали Чагатаем, по имени сына Чингисхана, нынешнее название — Узбек, имя части тартар. Страну также называют Великой Бухарой, которая отлична от Малой Бухары, расположенной в районе Кашгара.
Миссионеры-иезуиты в Китае были современниками Бартелеми д’Эрбело. Епископ Клод Висделу, участник научной экспедиции в Китай (1685—1709), не соглашался с «мусульманской» версией Центральной Азии. Висделу считал мусульманские источники менее надёжными, чем миссионерские, и критично относился к работе «кабинетного учёного» д’Эрбело, отвергавшего термин «Тартария». Епископ писал (1779), что Тартарией следует называть территорию к северо-западу от Китая — бывшую Скифию, называемую мусульманами Туркестаном и Тураном. Висделу описывал этимологию термина, происходившего от названия покорённого монголами народа; империя монголов занимала пространство между «четырьмя морями» (Южное, Восточное, Ледовитое и Средиземное), вне её власти оставались только Московия, Южная Индия и несколько других государств. Согласно Висделу, граница Тартарии проходит по северным берегам Понта Эвксинского и Каспийского моря, а затем поворачивает на юг вплоть до Индии или, скорее, Хорасана; Тартария граничит со странами между Индией и Китаем, королевством Корея, граница заканчивается у Восточного моря. На севере страна омывается Ледовитым морем, и, наконец, на западе можно провести воображаемую линию от западной оконечности Понта Эвксинского до устья Оби в Ледовитом море. Тартария в усечённых размерах, согласно Висделу, выглядит иначе — без Европы и России; граница проходит от устья Волги до Ледовитого моря, а в наиболее уменьшенном варианте — от севера Хорасана, вдоль восточного берега Каспия и далее до Ледовитого моря. Тартария в описании Висделу включает почти всю территорию современной России, бывшие советские республики Средней Азии, часть Ирана, Афганистана, Пакистана, север Индии, Тибет и Монголию. В уменьшенной версии Тартарии граница проходит по Уральским горам. Эта последняя Тартария разделена на западную и восточную меридианом между Пекином и Ледовитым морем. Следуя китайским авторам, Висделу предлагает протянуть линию между самой северной точкой Каспия и пекинским меридианом. Территорию к югу от воображаемой границы следует называть южной или неподвижной Тартарией, её населяют народы, управляемые несколькими тартарскими государствами. В северной или странствующей Тартарии обитают «бродяги», странствующие народы, живущие в юртах и передвигающиеся на повозках. Южная Тартария тоже разделена на две части: исследователь выделяет китайскую Тартарию, расположенную к востоку от горы Имаус.

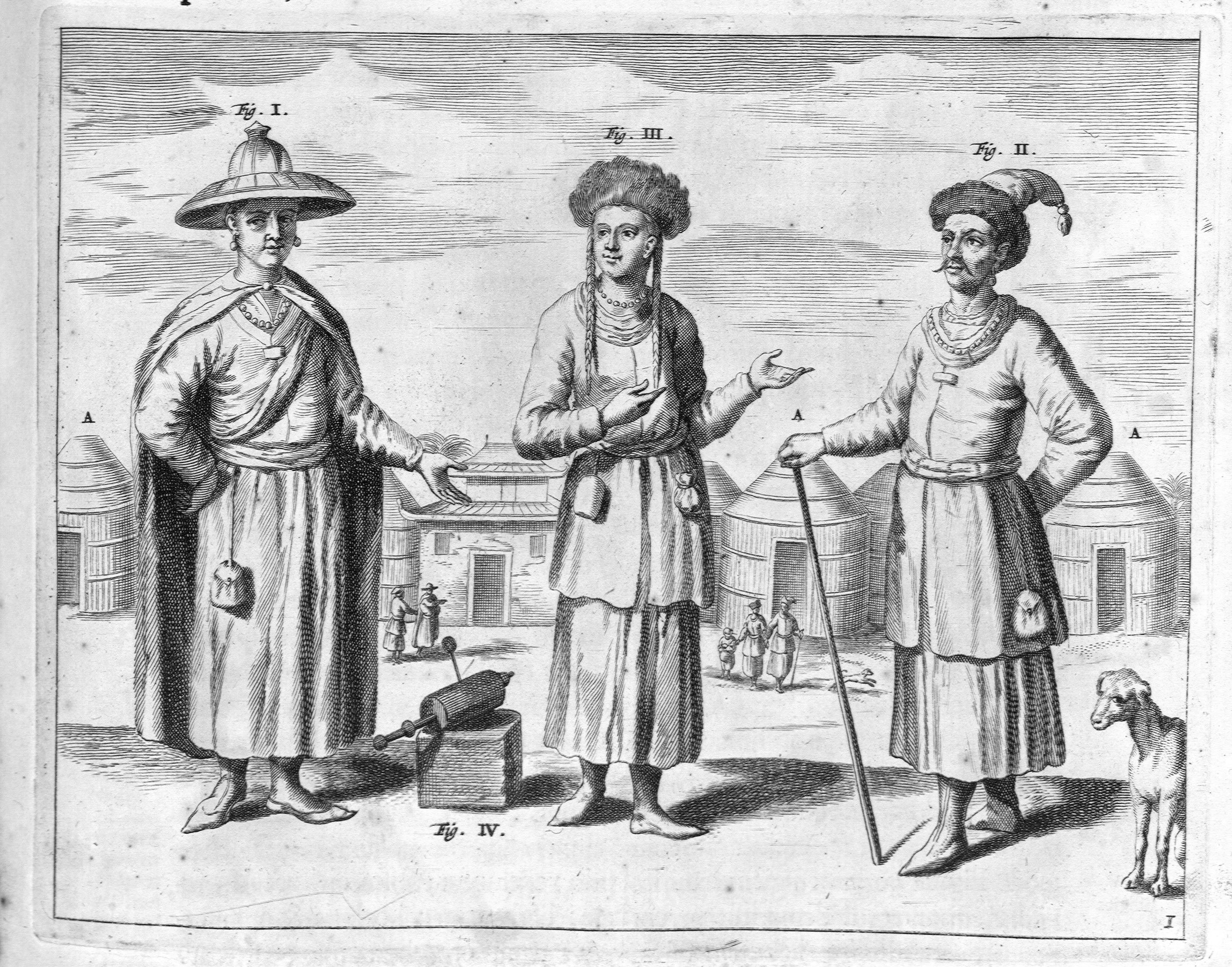
Изображение тартар в энциклопедии Китая Афанасия Кирхера (1667)

Помимо «тартарской» терминологии, Висделу использовал введённый д’Эрбело термин Верхняя Азия вместо «Скифии, Тартарии, Туркестана или Турана», чётко отделив её от Тибета. Расположение Тартарии на возвышенности подчёркивали и другие описания того времени. Шведский географ Филипп Иоганн фон Страленберг (1730) писал о Тартарии как о пологой возвышенности, с наклоном к Ледовитому морю, что соответствовало направлению ветров и течению рек. Высокогорная Тартария включала «ужасную» пустыню Гоби: в «Новом атласе Китая, китайской Тартарии и Тибета» (1737) французский картограф Жан Батист Бургиньон д’Анвиль писал, что Великая Гоби представляет собой высокогорную песчаную равнину; там настолько холодно, что лёд почти всегда встречается неглубоко под землёй. Согласно д’Анвилю, другие подобные области Тартарии тоже именуются Гоби, хотя они не столь обширны; русские называют их Степью.
Учёные конца XVIII века помещали в высокогорном регионе прародину человечества; французский путешественник барон Франц Тотт писал в 1784—1785 годах, что плоскогорье Тартарии, где ныне обитают тартары, было первой областью в Азии, открытой и заселённой людьми. Согласно Тотту, с того места проходили миграции народов в сторону Китая, Тибета и Кавказа, Южной Азии, вплоть до Европы (готы, остготы и вестготы). Плато Тартарии продолжает горные цепи Кавказа и Тибета на север, вплоть до Кореи; это наиболее возвышенная часть территории между Индией и Камчаткой, в ней берут истоки реки, текущие на север и на юг.
В конце XVIII века представление о Центральной Азии с южной перспективы формировалось и у британцев благодаря публикациям географа Джеймса Реннела, известного своей картой Индии. Следуя по стопам экспедиции путешественника-этнографа Георга Форстера (1783—1784) и используя его сведения, Реннел отмечал трудности изучения областей между Россией, Индией и Персией. По его оценке, русские карты не могли что-либо сказать о «районе Самарканда и Западной Тартарии». Согласно Реннелу, «погружённая во мрак» земля между Кандагаром и Каспием «принадлежит скорее Персии, чем Индии», а область далее к северо-западу зависима от Тартарии. Географ описывает обширную Великую Бухару, смещая Туркестан к западным границам Кашгара, которые в его описании проходят в районе Shahsh или Tashkund (ныне — область Ташкента). Индостан граничит с Тибетом на севере и с Тартарией на западе; Тартария, как и Персия, локализуется к северо-западу от Индии. Кашмир является ближайшей к Тибету и Тартарии индийской провинцией, а Кашгар находится между Индией и Китаем.

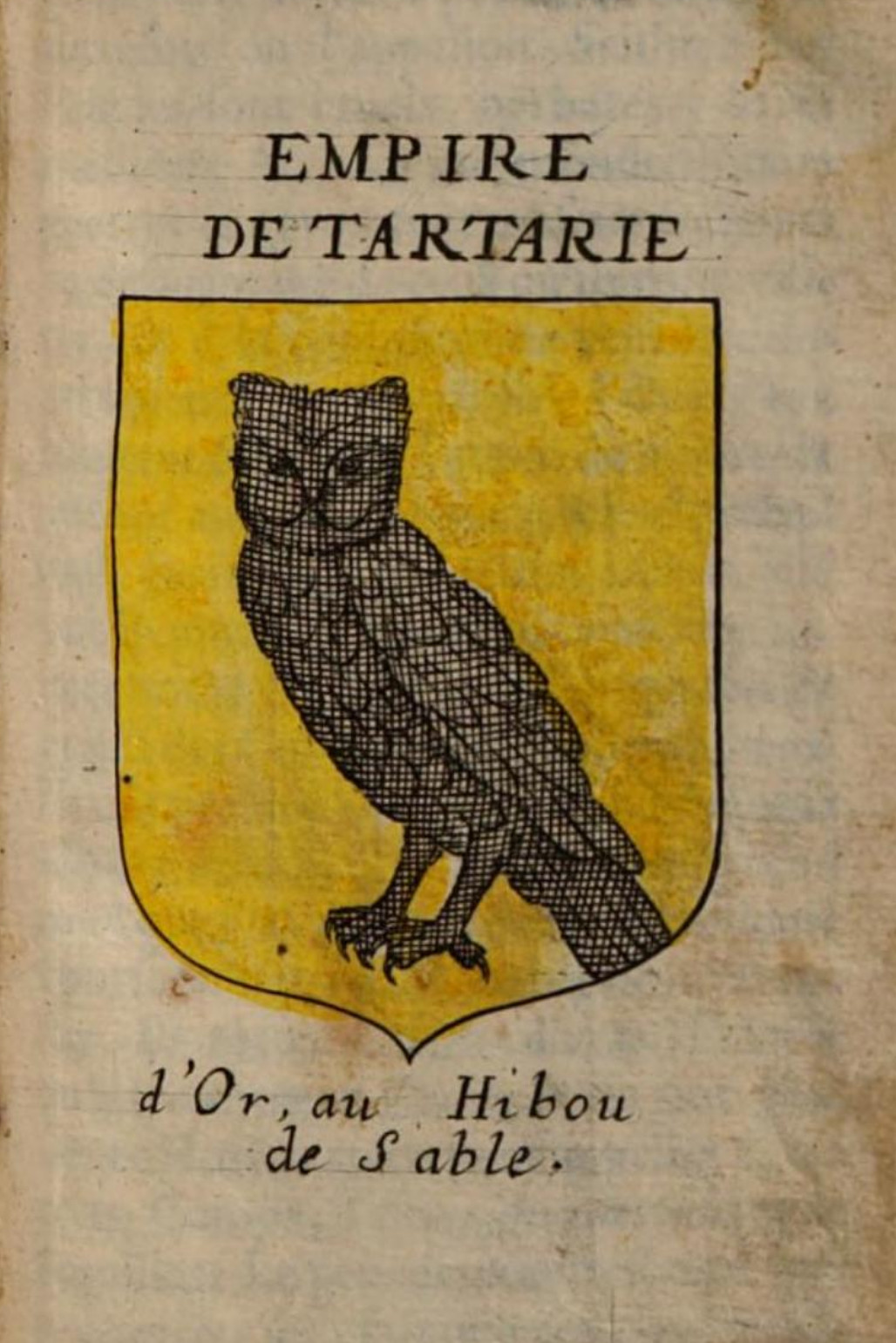
Герб Империи Тартария. Пьер Дюваль, «Всемирная география», 1676

Во второй половине XVIII — начале XIX века смешение терминов Тартария и Верхняя Азия породило топоним Верхняя Тартария. Название впервые появилось у французского автора Клода-Шарля де Пейсонеля в 1765 году в сочинении «Историко-географические наблюдения о варварских народах, населяющих берега Дуная и Понта Эвксинского»; Пейсонель называл Верхней Тартарией близкие к Китаю территории. Новый топоним вошёл в употребление, хотя не был принят всеми учёными; Верхняя Тартария находилась вне арало-каспийской низменности, Памира, Тянь-Шаня и Тибета, однако топоним не имел такого универсального значения, как Верхняя Азия. Согласно С. Горшениной, интеллектуалы от иезуитов до Вольтера искали азиатское противопоставление Китаю, который воспринимался в Европе как просвещённая деспотия. Негативное восприятие Тартарии на рубеже XVIII—XIX веков характеризовалось исторической перспективой, совмещавшейся с географической и временно́й близостью: потомки варваров тартары были язычниками, жестокими кочевниками, склонными к деспотизму. Висделу (1779) писал, что Тартария была нескончаемым источником нашествий варваров, приносивших опустошения Европе и Нижней Азии; на просторах Тартарии разворачивались самые кровавые трагедии в мире. С. Горшенина заключает, что точное определение границ Верхней Тартарии или Верхней Азии не было обязательным, поскольку, как отмечал Висделу, «каждый может перемещать и размещать их так, как посчитает уместным»; подход полностью соответствовал политической ситуации — продвижение европейского колониализма постоянно смещало границы Востока на юго-восток, к Индии и Китаю.

### Региональные описания

Карта Тартарии в «Атласе» Меркатора, составленная Йодокусом Хондиусом. Амстердам, 1628

Региональные описания представлены на картах XVI и XVII веков вплоть до начала XVIII века. Несмотря на множество фактических данных, «Тартария» сохранялась в сознании европейцев, её местоположение оставалось случайным (как и граница между Европой и Азией), неопределённым и нестабильным. Размытый образ Тартарии сохранял связи с Гогом и Магогом. «Глобалистские» изображения, отождествлявшие Тартарию с Азией, сочетались с локальными вариантами. Географическая протяжённость зачастую подчёркивалась с помощью эпитета «Большая» или «Великая» (Magna). В последней трети XVII века на французских картах закрепилось название Grande Tartarie, на английских — Great Tartaria, на немецких — Tartareij. Русский географ и историк Василий Татищев активно использовал различные варианты топонима (Великая, Малая, восточная, северо-восточная Татарии), противопоставляя степной мир Великой Татарии Малой Татарии (Крым и оседлые страны Туркестана). Тартарию помещали в различных направлениях на востоке и на западе, вплоть до региона западнее Урала, что явно противоречило карте Фра Мауро XVI века. Граница Тартарии по Днепру, приближающая Тартарию к Европе, заметна на карте Йодокуса Хондиуса (1606). У польского картографа Бернарда Ваповского (1507), чья карта следует утраченной карте Николая Кузанского (1491), Tartariae Pars указывает на область к северу от Чёрного моря. На карте Паоло Джолио (1525) Тартария включает Русскую равнину, начинаясь от устья Днепра, и продолжается за Уралом; между Азовским и Каспийским морями указаны «ногайские тартары». Схематичная карта немецкого энциклопедиста Грегора Рейша (1513, переработка карты Вальдземюллера) помещает Тартарию Половецкую (Tartaria Cumanis) северо-западнее Каспийского моря. Голландский картограф Гессель Герритс (1613) ограничивал Тартарию территорией степей между Днепром и Волгой, где располагалась Тартария Перекопская, или Крым. Пейсонель (1765), отождествлял Великую Тартарию и азиатскую Скифию:

Определённая Жюстеном, [… простирается] от Рифейских гор до реки Галис; её границы должны включать все страны между Каспийским морем и Чёрным морем, всё, что к северу от этих двух морей, то есть страны, орошаемые Волгой, которую в древности называли Ра, […] Донцом — подлинным Танаисом; Доном, прозванным в древности Танаисом […], Борисфеном [Днепр]… 

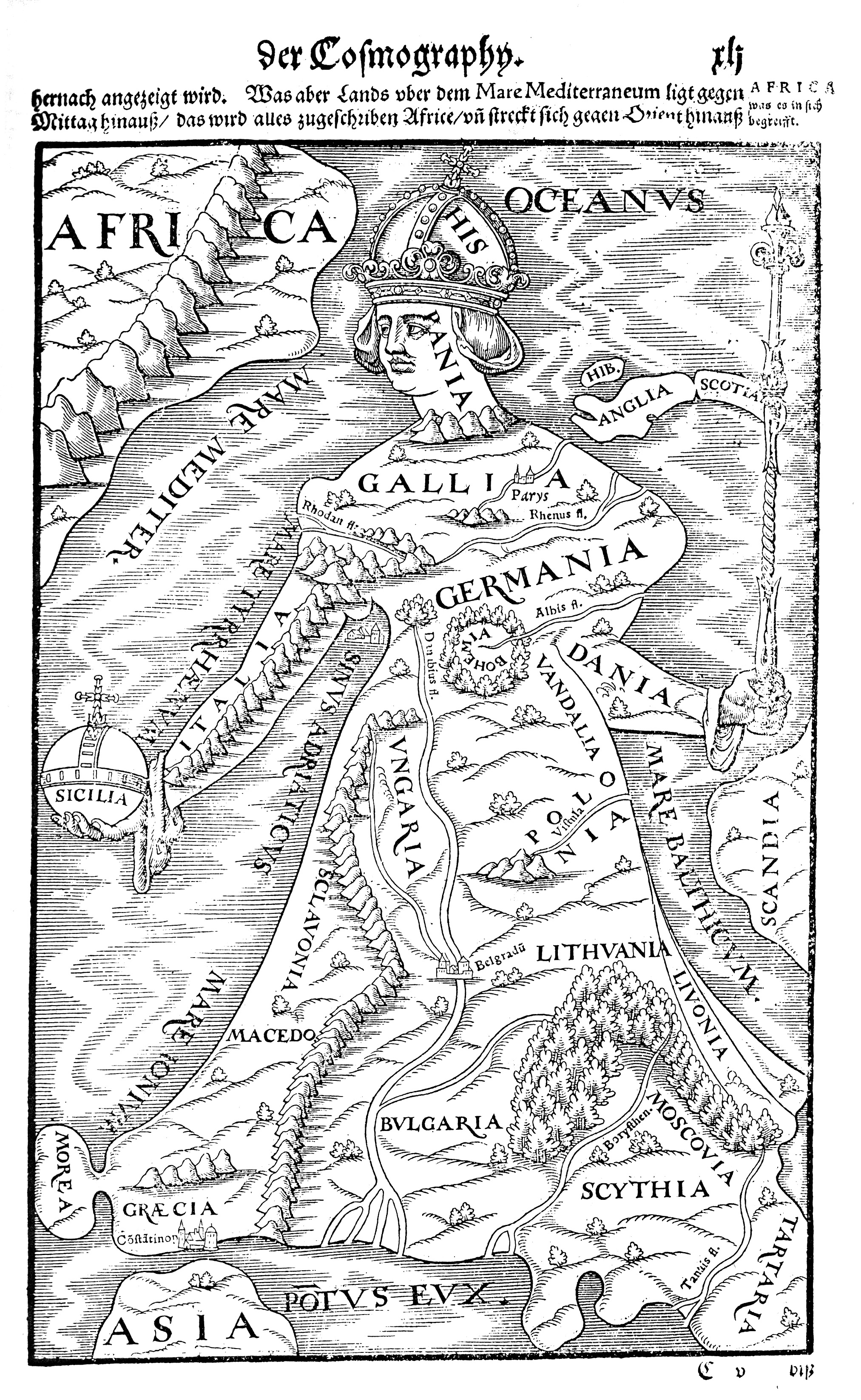
Европа в виде королевы Себастиана Мюнстера, версия 1628 года. Тартария внизу справа

Другие авторы, Франсуа де Бельфоре (1575) и Себастиан Мюнстер («Космография», 1544), помещали Тартарию восточнее, за Танаисом. На одной из карт Мюнстера (1543) платье антропоморфной «королевы Европы» слегка касается Тартарии, расположенной за Танаисом. Согласно карте Ортелия 1586 года, Тартария начиналась к северу от Чёрного моря и к востоку от Дона и не продолжалась далее Каспия (восточная часть Азии — Туркестан, Катайо и Монгол — не входила в Тартарию). Другая карта Ортелия (1564), напротив, сопровождалась комментарием «Тартария когда-то называлась Скифией и Сарматией». На выгравированной в 1546 году карте из первого издания «Записок о Московии» Герберштейна Тартария ограничена небольшой территорией между Азовским морем и нижним течением Волги. Для Энтони Дженкинсона Тартария начиналась с Астрахани, которая к тому моменту уже была частью Московского царства. У Дженкинсона Тартария занимает пространство степей к югу от Московии и включает Среднюю Азию, на карте отмечено, что «Самаркандия была некогда столицей всей Тартарии». Эта локализация Тартарии к северо-востоку от Волги присутствует у Герарда Меркатора (1569), Абрахама Ортелия (1570), Адама Олеария (1656); на карте-иллюстрации к «Запискам о Московии» (1570-е годы) и других картах конца XVI — первой половины XVII веков. В тот период Тартария оказывалась и намного восточнее, за пределами Скифии и Имауса. Маттиас Кваден (1596) помещал Тартарию далеко на востоке известного мира в соответствии с представлениями Плано Карпини XIII века — в месте, где восток соединяется с севером. Карта Тихого океана Ортелия (1570) проводила границы Тартарии по Великой Китайской стене, а на карте Яна Янсона «Magni Mogolis Imperium» (1656) граница проходила по Кабулу; описание западных границ оставалось неточным.

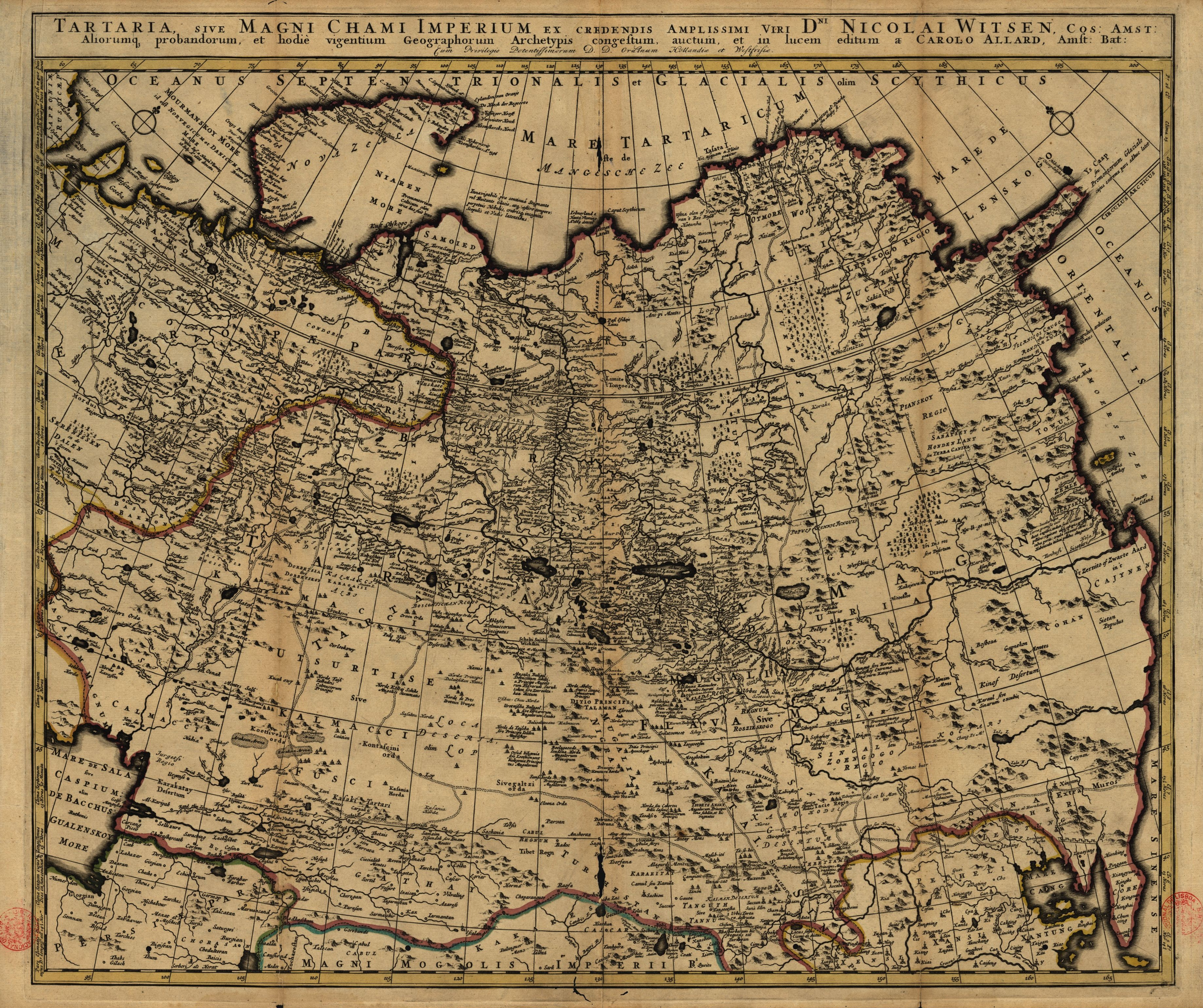
Карта Тартарии Н. Витсена (1705)

Территория Тартарии иногда достигала половины Азии, включая области вплоть до Танаиса, Волги или Урала, севера Индии, противоречивые версии встречались у одних и тех же картографов. Ян Блау (1686) называл Тартарией всё пространство за Уралом. Голландский исследователь Николас Витсен отождествлял Тартарию и Азию, подразумевая обширные территории между Уралом и Тихим океаном. Витсен относил к Тартарии Сибирь, континентальный Китай и Монголию (Великая Тартария), Среднюю Азию (Пустынная Тартария). На более схематичных картах Симона Жиро (1592) и Теодора де Бри (1599) территория к северу от Гиндукуша включает либо Тартарию, Туркестан, Катай (по версии Жиро), либо Тартарию, Китай, Катайо и Монгол (согласно де Бри). Название переносили и на морские пространства — Тартарский пролив между Сахалином и русским Дальним Востоком (так пролив назвал в конце XVIII века Жан-Франсуа Лаперуз) или Тартарское море (Японское море). На карте Витсена (1692) Тартарским морем названо водное пространство Северного Ледовитого океана восточнее Новой Земли. В географическом приложении к «Opus de doctrina temporum» Дионисия Петавия, изданном в 1659 году в Лондоне, говорилось:

Тартария (известная в древности как Скифия, по их первому царю Скифу, который сначала получил имя Магогиус, от имении сына Яфета Магога, чьими потомками были те обитатели) самими жителями называется Монгул. Тартарией же зовётся по реке Тартар, орошающей значительную часть страны. Это великая империя (не уступающая по размерам ни одной стране, кроме колоний испанского короля — но и здесь она имеет то превосходство, что все её части связаны сушей, когда как упомянутая сильно разделена), она простирается на 5400 миль с востока на запад и на 3600 миль с севера на юг, таким образом великий Хан, то есть император, властвует над многими царствами и провинциями, со множеством славных городов. На востоке она ограничена Китаем, Морем Цин (или Восточным Океаном) и Анианским проливом. На западе горой Урал. На юге реками Ганг и Оксус (ныне Абиам) Индостана и верхней частью Китая <…>; на севере Скифским или Замороженным Океаном — там земли столь холодны, что необитаемы. <…>

### Этнографические описания

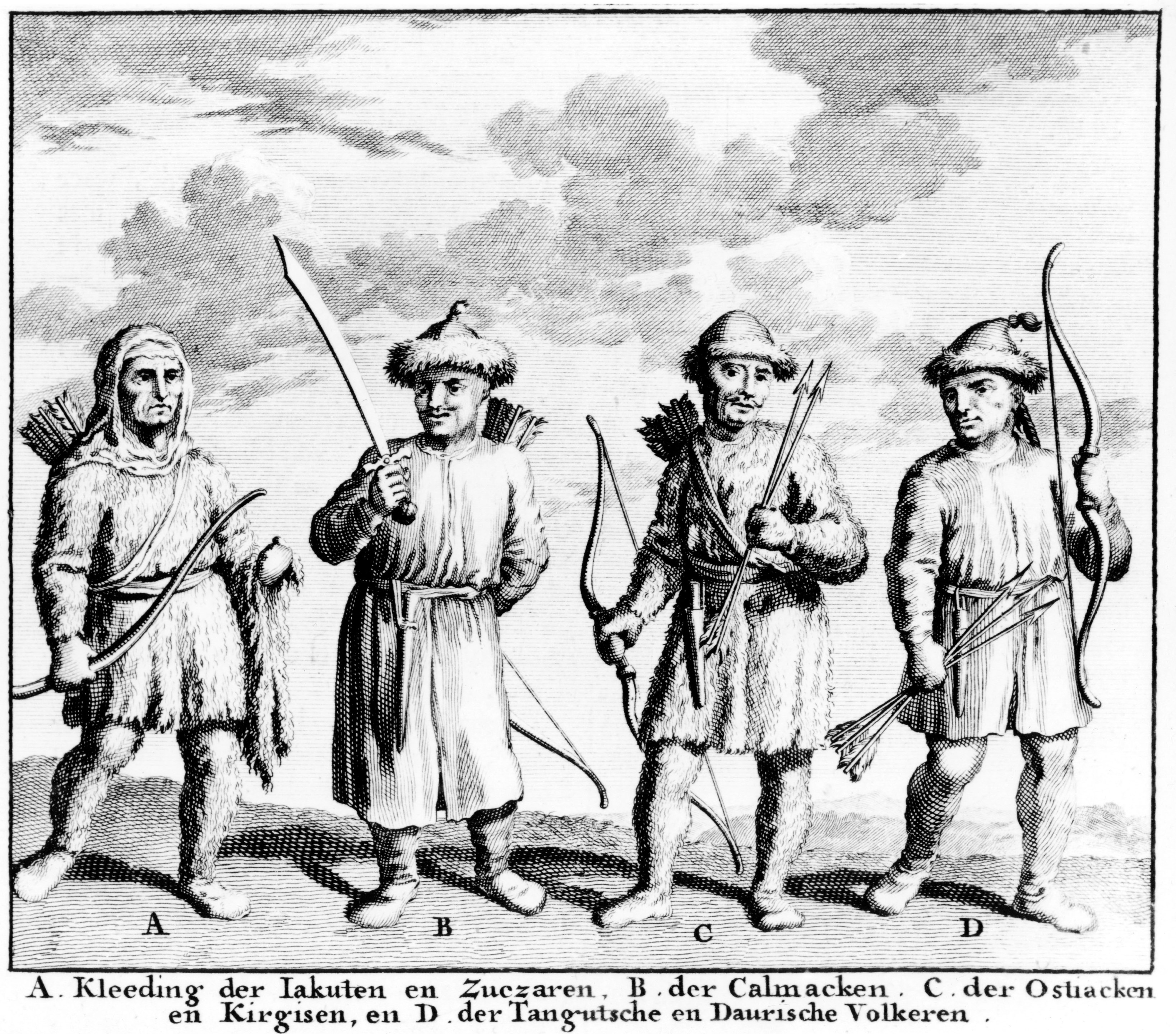
Обитатели (жители) Тартарии в изображении Н. Витсена: A — якут, B — калмык, C — киргизский остяк, D — даурский тунгус

Общий этнографический термин «Тартария» в XVIII веке сохранялся, однако количество «тартарских» этнонимов Центральной Азии уменьшилось; в России Тартария постепенно заменялась Татарией. Согласно С. Горшениной, западные тартары были менее изучены, чем восточные тартары (маньчжуры). «Тартария», с одной стороны, являлась этническим термином для описания различных народов, населявших Монгольскую империю и её окрестности, в том смысле, в котором его понимали от Марко Поло и Плано Карпини до Клода Висделу. Разнообразию «тартарской» терминологии способствовали исследования иезуитов и русских путешественников, а также политические факторы — возникшие сферы влияния между Россией и Китаем. В европейской и российской картографии «подлинные» тартары (то есть монголы) противопоставлялись всем остальным, завоёванным или ассимилированным народам. Тартары, с другой стороны, не имели точной географической локализации или этнической идентичности, сохранялось негативное представление о них как о далёком враге, вызывавшем ассоциации с Сатаной, Гогом и Магогом, потерянными евреями и Антихристом.

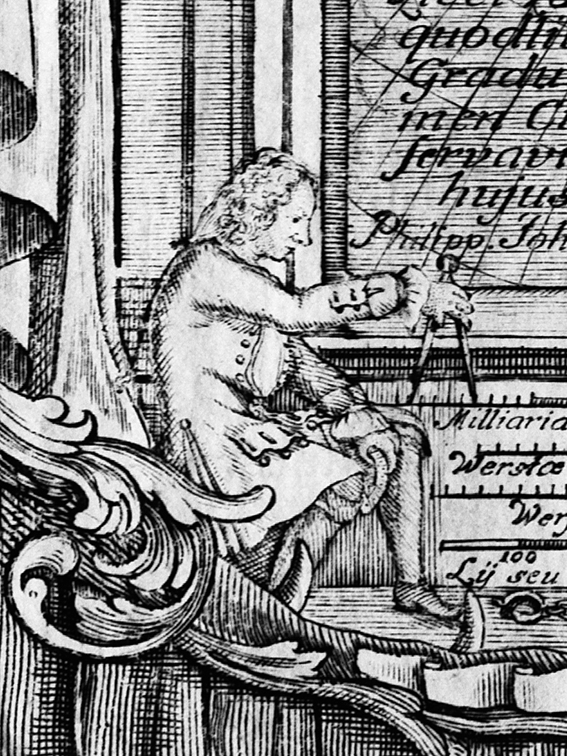
Филипп Иоганн фон Страленберг

Этнографические описания представлены в исследованиях фон Страленберга, Дюальда, работах российских учёных Василия Татищева и Петра Рычкова. Фон Страленберг указывал, что Тартарией называют высокогорную и труднодоступную страну на севере, населяемую варварскими и языческими народами. Опираясь в основном на сведения, почерпнутые в Западной Сибири, фон Страленберг составил подробную классификацию татарских народов и выделил шесть групп татар. С точки зрения Страленберга, Сибирь (остяки, якуты, юкагиры) не является Великой Татарией, которая располагается южнее — к востоку от Каспийского моря, её населяют узбеки, кергезы (которых следует отличать от киргизов), каракалпаки и другие. Малая Тартария включает народы буджаков, малых ногаев, народы Крыма, Кубани, Дагестана, Черкесии; они зависимы от Персии, турок или России. Николас Витсен считал тартарами ногайцев, мордву и остяков (хантов).
С другой перспективы, из Китая, Дюальд предложил различать четыре «вида» тартар: восточные тартары, живущие недалеко от Китайской стены, вдоль реки Амур и около Японского моря; западные тартары, или вонючие тартары (отношение Дюальда к миру «варваров» было более негативным, чем у Страленберга) — калмуки и другие народы; тартары-мусульмане — их язык напоминает язык узбеков, а не монголов; тартары под властью Московии, позднее описанные Пейсонелем:

Тюрки, народ Тартар, пришедший из Великой северной Тартарии со стороны Оби, обитали за пределами Малой Тартарии, между Днепром и Доном, откуда пришли тартарские народы — ногайцы…, узы или мадьяры, судя по внешнему виду, из той же страны, что и тюрки.
По мере приближения к центру независимой Тартарии описания становились всё более расплывчатыми. Англичанин Брайан Эдвардс отмечал, что тартары, проживающие между Чёрным и Каспийскими морями, состоят из трёх племён: терекменов, кумыков и ногайцев. Российские учёные Василий Татищев и Пётр Рычков отмечали, что обитатели Хивы и Бухары, Ташкента или Туркестана являются мусульманами, но надёжных сведений о них нет. 

### Политические описания
В последней трети XVII века продвижение русских на Дальнем Востоке и китайцев на северо-запад завершилось — теперь терминология должна была соответствовать новым политическим реалиям. С начала XVIII века в Европе распространилась трёхчастная схема: русская, китайская и независимая Тартарии. Как отмечает С. Горшенина, картография эволюционировала в направлении системы государственных границ, что стало заметным к началу XIX века. На рубеже XVIII—XIX веков Тартария все ещё использовалась в картографии для описания «Центральной Азии», но не имела стабильных границ. Северная Тартария являлась синонимом для московской Тартарии, азиатской Московии, русской Тартарии или азиатской России. С. Горшенина резюмирует три варианта её охвата: регион между Доном и Волгой; земли до Урала; Урал и вся Сибирь. Независимая, или Великая Тартария занимала обширное пространство между Персией, Восточной Индией (или страной монголов), Китаем и Сибирью, территории будущих постсоветских азиатских республик, Тибета, Ассама. Китайская Тартария иногда включала Синьцзян, современные Монголию и Маньчжурию.

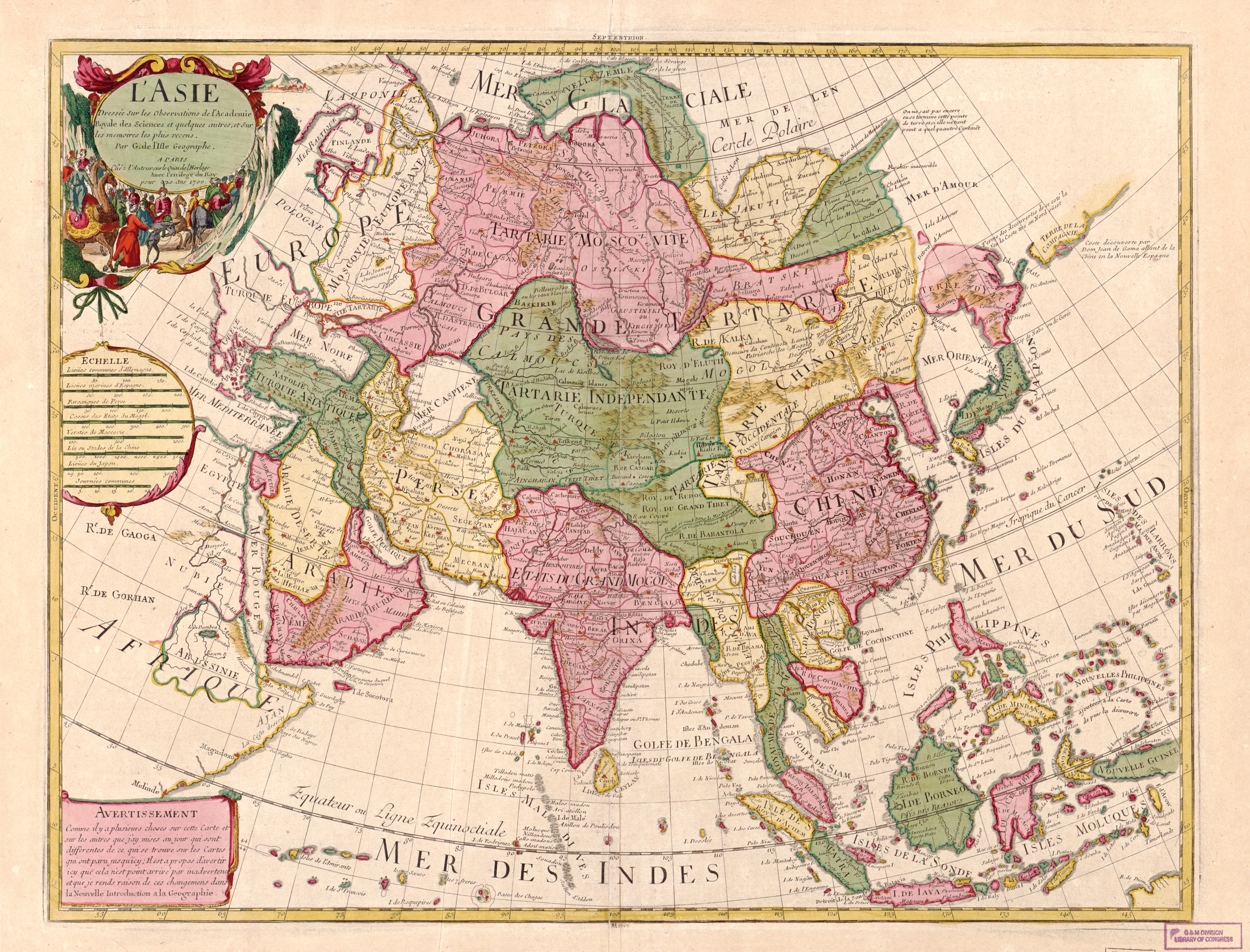
Тартарии на карте Азии Гийома Делиля, 1700

В первом этатистском описании, выполненном французским картографом Пьером Дювалем в 1674 году, Тартария разделялась на пустынную — к западу от Московии — и старую — на северо-востоке континента, за пределами Катая и Кин (Kin), область ближе к Великой Китайской стене. На другой карте Дюваля (1679) Великая Тартария по-прежнему занимала центральную часть Евразии: северная Тартария и Кин названы старой Тартарией и Тартарией Кин. Как отмечает С. Горшенина, переход от региональных описаний к политическим, от неопределённых размеров и границ Великой Тартарии к трёхчастной схеме можно видеть в «Портативном географическом словаре» британского историка Лоуренса Эчарда (1790), к которому прилагалась карта 1759 года. Если на карте Великая Тартария расположена между Турцией, Персией, Индией и Китаем, то словарь уточнял, что Тартария включает московскую, китайскую и независимую и «занимает больше трети Азии».

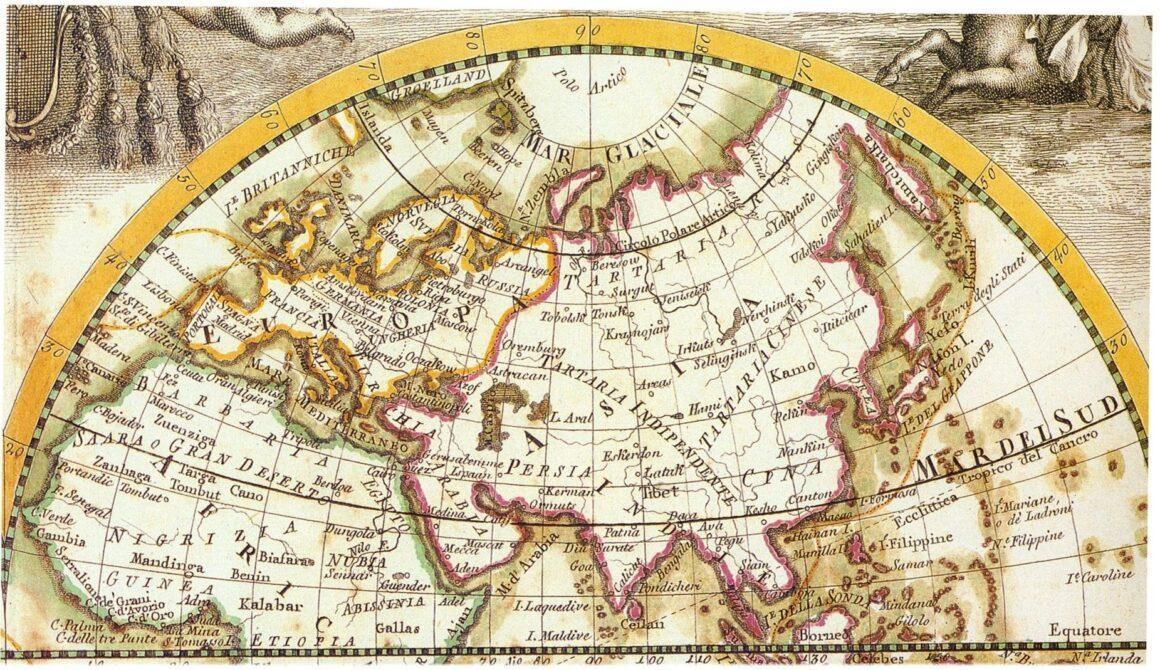
Карта Северного полушария Джованни Мария Кассини. Рим, 1788

В иллюстрированном труде Витсена «Северная и Восточная Тартария, включающая области, расположенные в северных и восточных частях Европы и Азии» (1692) различались северная и восточная Тартарии; Пьер Мулар-Сансон (1697) совмещал западную, восточную и южную Тартарии. Северная Тартария присутствовала на картах Николя Шальмандрие (1768) и Жана Шаппа д’Отроша (1769). Карта Коронелли, Тиллемона и Жана-Батиста Нолена (1690), в центре который был герб Московской империи, поместила северную Тартарию недалеко от Полярного круга, рядом с якутами, а московскую Тартарию — на 50-ю параллель; южнее, под общим названием Великая Тартария, указаны Малый и Большой Тибет и Каскар (Cascar). Схема воспроизведена на итальянской карте Джованни Канали (1699). Гийом Делиль (1700) помещает московскую Тартарию на 60-ю параллель, а независимую и китайскую объединяет в Великую Тартарию (45-я параллель). На другой карте Делиля (1706) западная Тартария расположена в Гоби, в китайской Тартарии, к северу-востоку от которой находится восточная Тартария. Независимая Тартария объединяла царства Большого Тибета и Балха (но не Кабул); её граница с западной Тартарией не отмечена. Сибирское ханство входило в московскую Тартарию. Европейская Московия граничит с Малой Тартарией (как и с Казанским и Астраханским ханствами и др.). На карте Нолена 1700 года Великая Тартария включает московскую (Сибирь), западную и китайскую Тартарии. На карте Ригобера Бонне (ок. 1771) в независимую Тартарию входят территории к востоку и северо-востоку от Каспия, часть Тибета, Балх, Бухара и Хорезм, но не Кабул, Индия и Хорасан. Русскую, независимую и китайскую Тартарии изобразил итальянский художник и гравёр Джованни Мария Кассини на картографической иллюстрации (1788) экспедиции Кука. В конце XVIII века этатистская классификация получила известность вне образованных сословий, она представлена, например, на флорентийских картах Таро, которые схематично воспроизводили географический атлас (1779). В третьем томе энциклопедии «Британника», изданном в 1773 году, указаны сведения о Тартарии:

Тартария, огромная страна в северной части Азии, граничащая с Сибирью на севере и западе: её называют Великой Тартарией. Тартары, живущие южнее Московии и Сибири на северо-западе от Каспийского моря, называются астраханскими, черкасскими и дагестанскими; калмыцкие тартары занимают территорию между Сибирью и Каспийским морем; узбекские тартары и монголы обитают севернее Персии и Индии, и, наконец, тибетские живут на северо-западе Китая.

## Тартария и Московия. Русское восприятие Тартарии

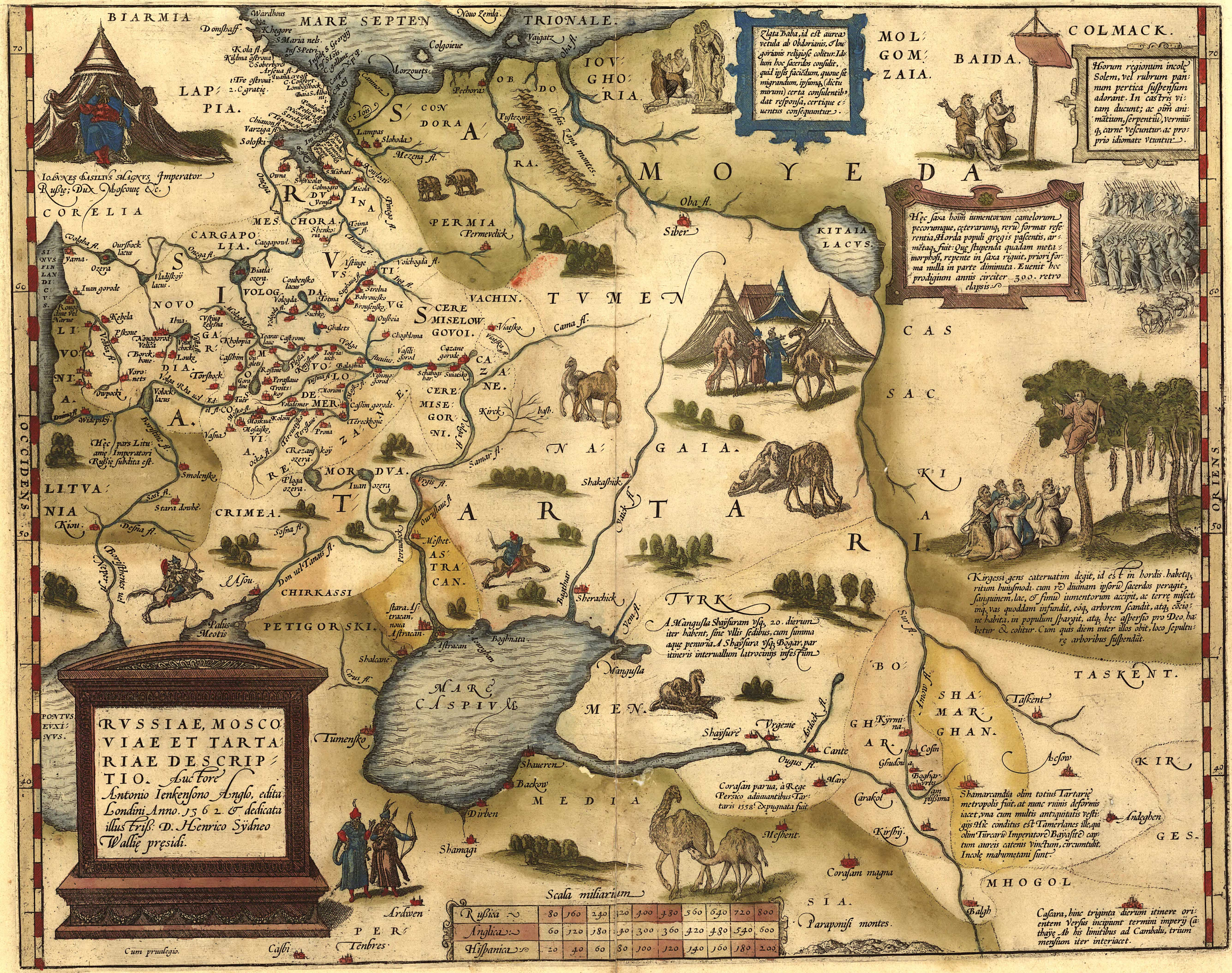
Одна из версий карты Энтони Дженкинсона 1562 года

По мнению С. Горшениной, если западные представления о Тартарии конструировали противостоящий европейской цивилизации образ Другого, удалённый, загадочный и опасный, то российские представления имели свои особенности, в них не было целостного видения Азии. В русском языке использовался вариант написания без «р», «Тартария» фигурировала только в переводах; к множественному числу слова «Тартар» восходит существительное в словосочетании «провалиться в тартарары» (то есть «провалиться сквозь землю»).
Первые российские картографы, следуя европейской космографии, приняли восходящую к античности границу между Европой и Азией по Танаису (Дону); для русских граница первоначально не имела религиозного смысла средневековой дихотомии между добром и злом. Такой подход имел важные следствия. Хотя Московия западнее Дона находилась в Европе, Российское государство стало почти полностью азиатским. Восприятие европейцами Московии как архаичной страны, сравнимой с государствами инков, ацтеков, оттоманов или моголов, нашло отражение в европейской иконографии, в которой совмещались образы Московии и Тартарии. Карта Дженкинсона (1562), Атлас Ортелия (1570—1598) и «Новая карта Тартарии» (1626) Джона Спида изображают русского царя, восседающего перед татарской юртой, а тартара — в одежде опричника. Двойственное положение России дополнялось тем фактом, что её азиатская часть являлась и востоком, и севером: в европейской картографии Сибирь включалась в «Северную русскую Азию» и, позднее, в русскую или северную Тартарию, которая точно относилась к Востоку. Так, немецкий авантюрист Генрих фон Штаден, посетивший Московию в 1560—70-е годы, в своих записках писал: «На земле московита, идущей не далее Мезени, затем на 1000 миль пути по суше, [живут] нехристианские и дикие народы, от Оби также по реке можно доплыть до Америки и Тартарии». В этих специфических условиях (между «цивилизованным Западом» и «Азией диких скифов») в XVI веке русские исследователи начали изучать Тартарию, опираясь как на собственный опыт пространственной близости, так и на европейские источники, которые, в свою очередь, часто использовали русские сведения.

Карта Тартарии Джона Спида 1626 года

Первый большой картографический синтез («Большой чертёж») относился ко времени Ивана Грозного и показывал территории от Урала до рек Ишим и Сарысу и гор Каратау, на юге — до Ташкента, Самарканда и Бухары. На карте впервые чётко обозначено Аральское море («Синее море»). В отличие от миссионеров-иезуитов, русские исследователи достигают Китая через юго-западную Сибирь; этому способствует завершение завоевания Сибири в конце XVII века. Более или менее достоверными были карты Центральной Азии Николая Спафария («Описание первой части мира, называемой Азия», составленное после путешествия из Тобольска в Китай в 1675—1678 годах) и Семёна Ремезова (1697); довольно точной была карта Аральского моря Александра Бековича-Черкасского (1715). В этот период русские не слишком интересуются независимой Тартарией — в работах Спафария и Ремезова подвластные России территории описаны намного более подробно, этот подход совпадает с принципами описаний иезуитов. Как отмечал фон Страленберг (1730), русские мало торгуют с Великой Тартарией, когда пересекают её на пути в Китай. В эпоху Петра I ситуация постепенно менялась; царь питал интерес к «Центральной Азии» и имел планы её завоевания. Несмотря на локальные неудачи (в 1729—1735 годах Россия вернула Персии часть территорий в Средней Азии), центральноазиатское пространство остаётся в сфере российских интересов, хотя является труднодоступным: в 1735 году русский географ и государственный деятель Иван Кирилов писал о сложностях изучения Великой Тартарии, связанных с опасностью пребывания в тех землях.
Особенности русского восприятия Тартарии можно увидеть в «Атласе» Ивана Кирилова (1724—1734), «Новом географическом описании Великой Татарии» фон Страленберга (1730) и на «Новой карте Каспийского моря и регионов земли Узбек» голландского картографа Абрахама Мааса (1735). Хотя фон Страленберг и Маас не были русскими исследователями, оба работали в России и использовали русские источники. С. Горшенина отмечает два отличия от европейской традиции. Во-первых, Татария заменила Тартарию: произошёл разрыв со средневековой символической и фонетической цепочкой «Тартар-Тартары» (мифический ад и кочевые народы). Во-вторых, «тартарские» географические термины использовались реже. Фон Страленберг так объяснял различие в произношении:

Наши авторы долгое время пишут «Тартария», однако во всей Азии, в Турции, России и Польше говорят «Татария» и «Татары». Это слово без «r» встречается и в Священном Писании, переведённом с греческого на скифский. Можно заключить, что название «Татары» употребляется с древних времён.

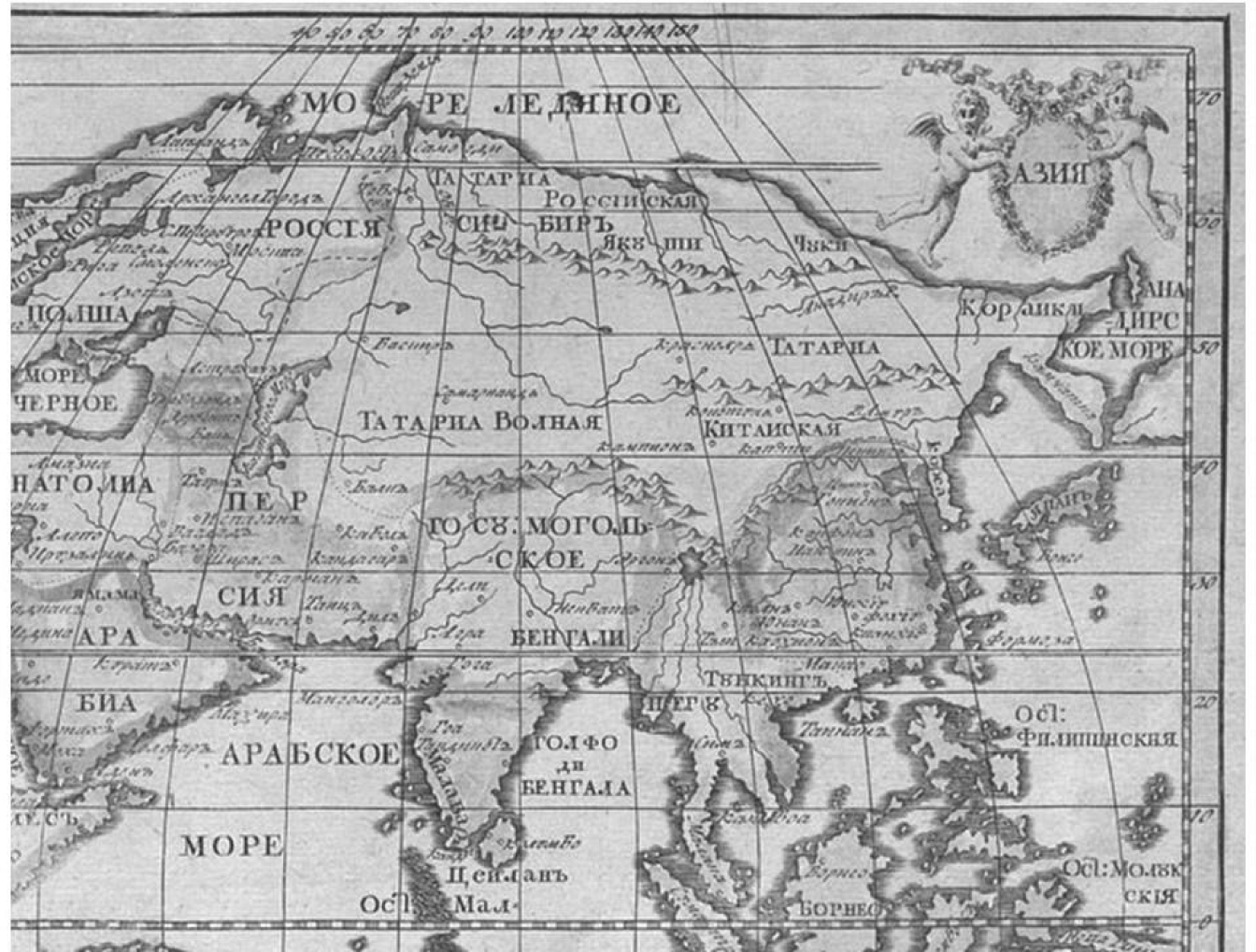
Тартарии в российском академическом атласе 1737 года

На карте фон Страленберга, где большую часть занимает Imperium Russicum, Великая Татария находится к югу от Regnum Siberiae (территория начинается за рекой Обь), её границы доходят до западного побережья Каспийского моря; за Татарией располагается Мунгалия, чьё местонахождение примерно соответствует современной Монголии. Согласно Страленбергу, слово «Татария» происходит из библейских текстов. Изменение произношения могло быть вызвано русским влиянием; хотя европейские картографы продолжали использовать написание «Тартария», в русских словарях (за исключением «Тартара» как ада) не было ни «Тартарии», ни «тартар». Для обозначения кочевых народов русская традиция использовала этнонимы татары, татара и татарва. Редкое употребление «Тартарии» было вызвано европейским влиянием: среди первых русских карт, напечатанных в Амстердаме по заказу Петра I (1699), есть карта Малой Тартарии. Топоним «Великая Тартария» содержат «Чертёж всей Сибири, збиранный в Тобольске по указу царя Алексея Михайловича» Петра Годунова (1677) и карта Семёна Ремезова «Чертёж и сходство наличие земель всей Сибири Тобольского города и всех розных градов и жилищ и степи» в атласе «Чертёжная книга Сибири» (1701). У Ремезова Великой Тартарии соответствует небольшая область вокруг Тобольска; на карте указано: «Великая Тартария… всей внутренней Сибири… с великими и меньшими татарскими городками и волостями». Тартария присутствует на карте геодезистов Ивана Евреинова и Федора Лужина (1720); в «Атласе сочинённом к пользе и употреблению юношества и всех читателей Ведомостей и исторических книг» (1737) изображено несколько Тартарий: Малая (степная часть Европейской России), российская (территория Сибири), вольная и китайская.

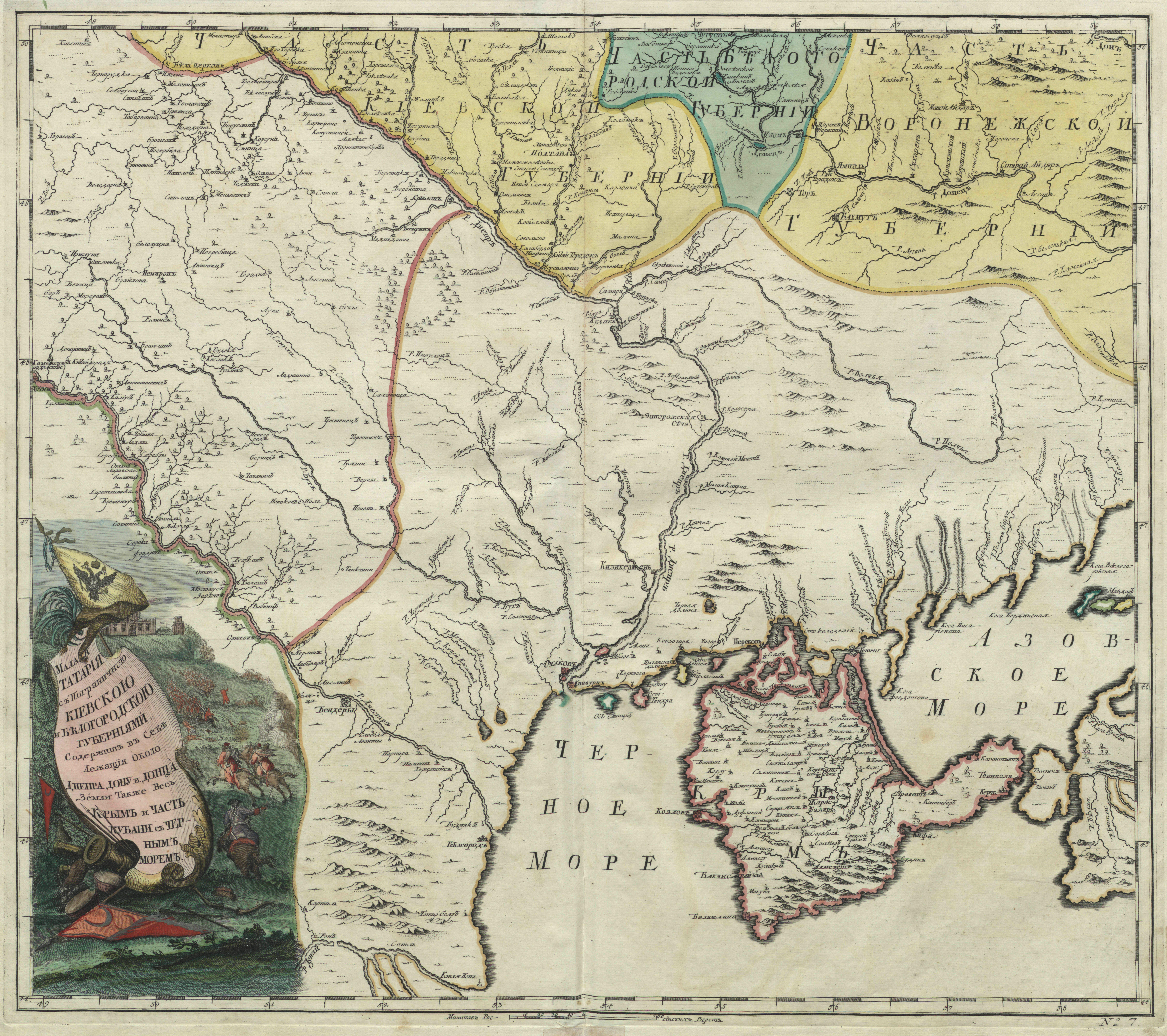
Малая Тартария в атласе Российской Империи (1745)

В схематичном «Атласе» Кирилова (1734) изображена лишь восточная Татария, обозначающая китайскую Тартарию (территория Маньчжурии). Первый официальный атлас Российской Империи (1745) содержал карту «Малая Татария с пограничными Киевской и Белгородской губерниями». На карте фон Страленберга нет ни китайской, ни русской Тартарии (Татарии). Карта Абрахама Мааса, опубликованная в 1745 году в Нюрнберге, не использует «тартарскую» терминологию, однако указывает, что независимые центральноазиатские ханства в европейской историографии называются независимой Тартарией. Татищев писал, что европейские авторы «вместо турок всю восточно-западную Азию Великая Татария имянуют», указывая, что название отсутствует у древних и что его этимология неизвестна; историк приписывал авторство термина Марко Поло, а возникновение Малой Татарии объяснял влиянием Страбона (Малая Скифия). Иоганн Гмелин отмечал незнание европейских учёных, для которых: «…северные страны [Азии] были… не более, чем тёмным пятном. Вся земля была Татарией и все народы этих областей — татарами». С. Горшенина заключает, что в русских представлениях Татария обозначала только независимую Тартарию европейских картографов, а не русские владения в Азии; такой подход следовал из «просвещённой» политики царей, считавших Россию европейской державой. Российская элита избегала ассоциаций с Тартарией, с далёкой Азией, негативные образы которой воплощали варварство, неподвижность и отсталость, хотя в Европе Россия воспринималась как азиатская страна.

## Исчезновение Тартарии
С географических карт Тартария исчезла в начале XIX века, между 1785 и 1826 годами. Новая политическая реальность — возникновение современных национальных государств в Европе, а затем и России, политика экспансии великих держав («большая игра»), придававшая значение политическим границам, — изменила отношение к географическому пространству. Названия приобрели геополитические коннотации, а также отразили возникновение культурных и национальных идентичностей. Многозначный (этнический, региональный и политический) и расплывчатый термин «Тартария» был вытеснен более чёткими наименованиями — «Центральной Азией» и «Туркестаном». Согласно С. Горшениной,

Тартария, пределы которой оставались слишком размыты, уступила место Центральной Азии — её рубежи, как казалось первоначально, было бы проще разметить, дабы отделить зоны влияния великих держав.

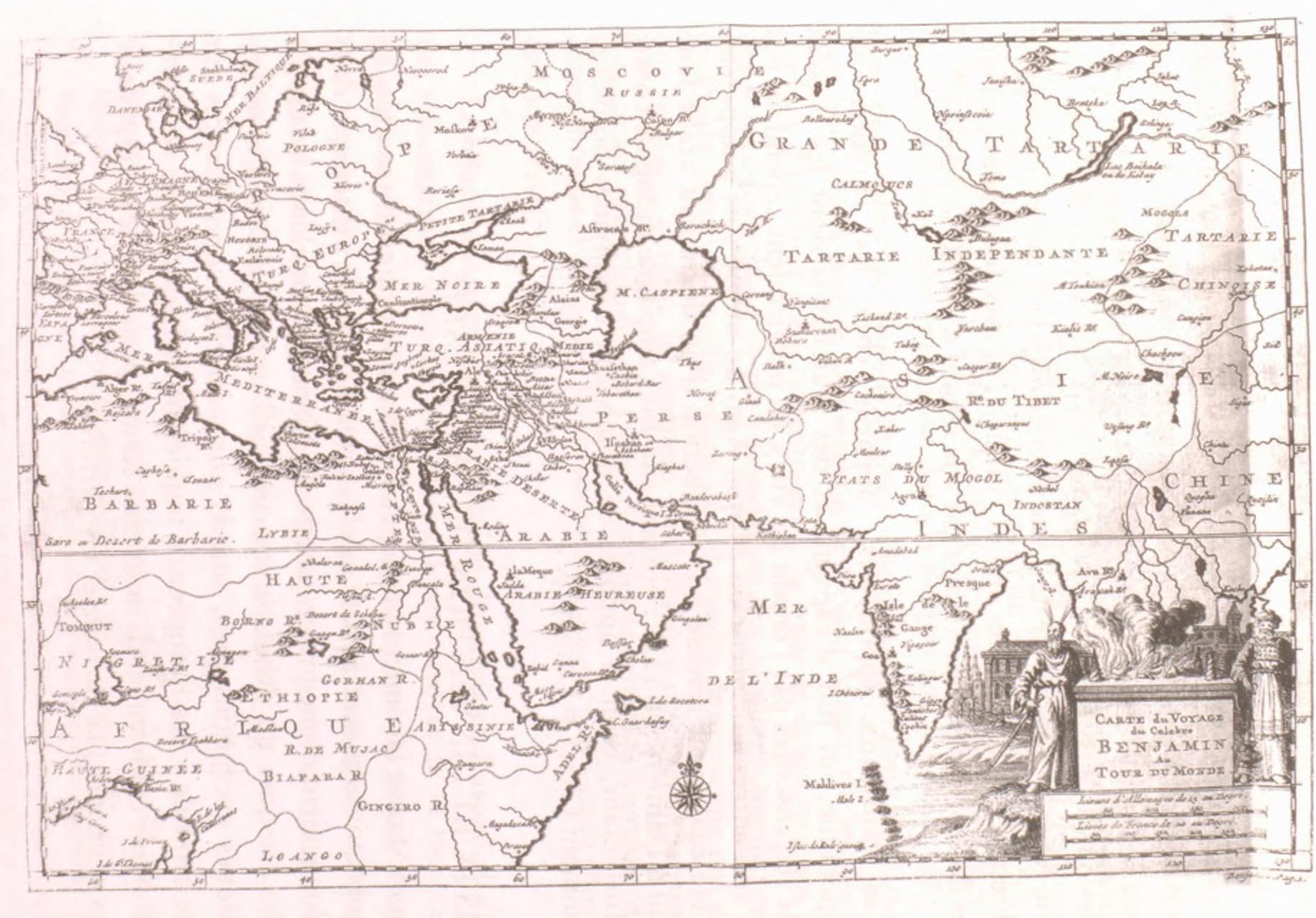
Великая, независимая и китайская Тартарии на карте Пьера Бержерона. Издание 1735 года

На терминологическую ревизию повлияли открытия русских исследователей — экспедиции Беринга — Чирикова на Аляску (1733—1742) и экспедиции Петра Симона Палласа в Сибирь (1768—1774). Полученные о северной Тартарии сведения дали русской географической школе преимущество перед традиционным подходом западных учёных. Паллас исследовал различные наименования и отметил, что термин «Тартария» / «Татария» имел пейоративную, а не научную коннотацию. В 1789 году Паллас указывал, что слово происходит от названия народа татар, обозначение не включает «монголов, калмыков, киргизов-кайсаков, тунгусов, северных китайцев и бурят», для которых является «оскорблением». Барон Егор Мейендорф после поездки в Бухару (1820) констатировал, что распространённый в Европе термин «Тартария» в Азии не известен. Мейендорф предложил отказаться от «Тартарии», поскольку общий термин должен учитывать этнографию («раса тартар» обитает севернее гор Белур (Памир) и Гиндукуша), его нельзя использовать для обозначения совершенно разных стран и народов. По его оценке, «независимая Тартария» относилась к политической географии и обозначала тартарские государства, которые точнее было называть независимой Монголо-Тартарией. Мейендорф включил в «Среднюю Азию» часть независимой Тартарии — территорию пяти современных постсоветских государств, а также Джунгарию, Синьцзян, северные части Индии, Пакистана, Афганистана и Ирана; на западе китайская Тартария соответствовала Малой Бухарии, а независимая Тартария — обширные возвышенности между Великой стеной и Россией, где обитали монголы, — переименовывалась в Монголию. Мейендорф писал:

Если в географии принято давать стране имя народа, то следует, по крайней мере, чтобы она была заселена этим народом, иначе это обозначение окажется неопределённым и приведёт к недоразумениям. Итак, мне кажется, что было бы лучше заменить название «Тартария» именем «Средняя Азия», каковое я нахожу более точным и более правильным с географической точки зрения.

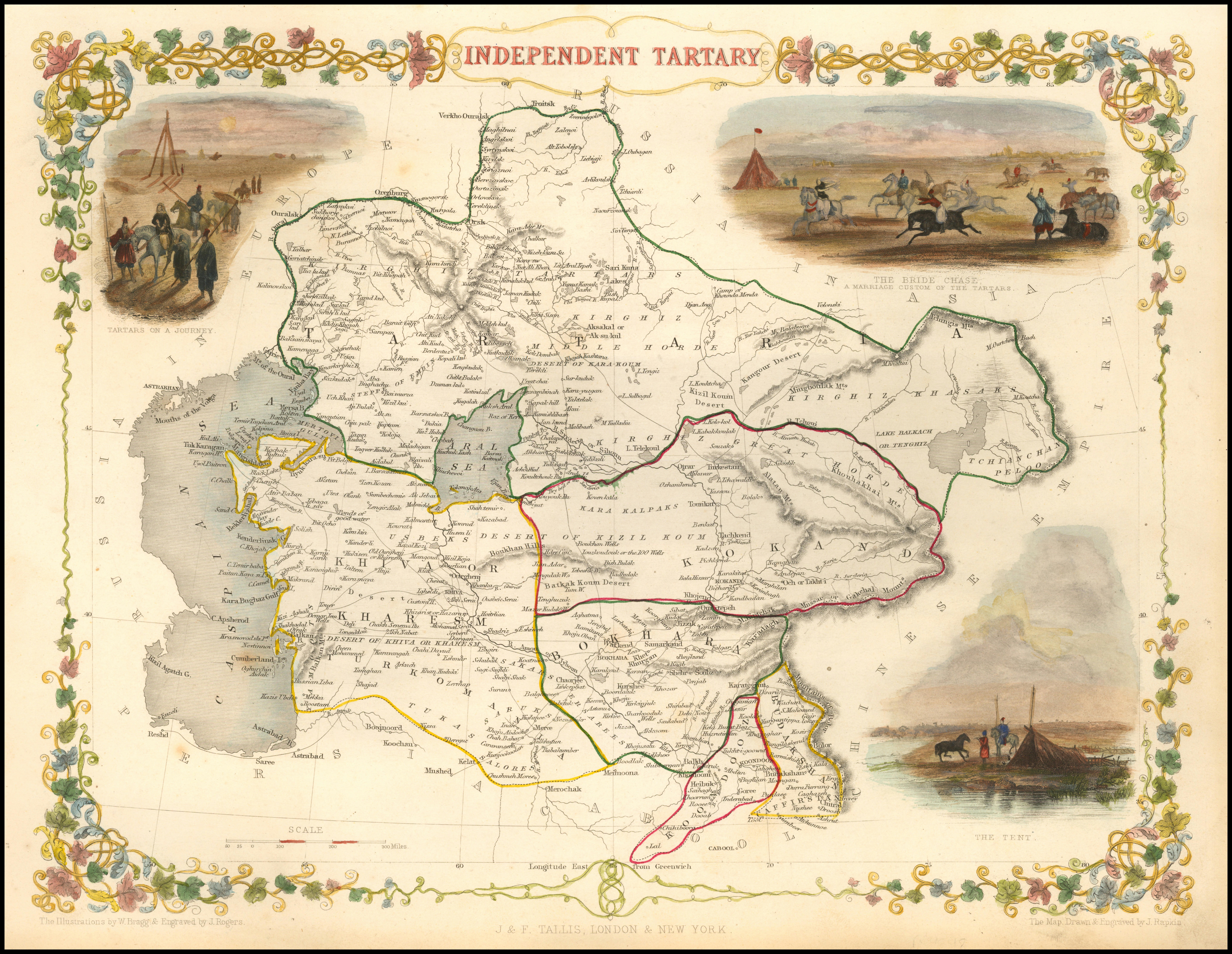
Независимая Тартария в «Иллюстрированном атласе» Джона Тейллиса (1851)

Западные учёные вслед за российскими постепенно исключили термин из научного оборота. На карте Адриана Юбера Брюэ (1814) осталась лишь независимая Тартария, русскую Тартарию заменили азиатская Россия и Сибирь, а китайскую Тартарию — Китайская провинция. В «Новом простом атласе для десятого издания сокращённой географии» (1819) английский картограф Джон Арроусмит отказался от русской Тартарии, хотя сохранил разделение на западную, независимую и китайскую (восточную). Западная Тартария занимает часть России в виде узкой полосы по 50-й параллели, к северу от независимой Тартарии, которая включает Каспий, две орды киргизов, Великую Бухару (Бухарию), Балх и Кандагар. Тибет и китайская Тартария принадлежат Китайской империи. От использования термина отказался Юлиус Клапрот, который не соглашался с Мейендорфом, разделявшим татар и монголов, и считал их одной «расой»; однако, с его точки зрения, из названия «Тартария» неверно следовало, что эту территорию населял только один народ. В 1823—1826 годах Клапрот закрепил в употреблении термин «Центральная Азия». В «Атласе» Сэмюэля Батлера (1829) место Тартарии заняла Китайская империя с территорией до Герата и Аральского моря. Одно из самых поздних упоминаний Тартарии (Татарии) на карте — «Физическая и политическая карта Европы» А. Лорена (1835). К середине XIX века пространственный миф прекращает своё существование. Место Тартарии в сознании европейцев занимает миф о Востоке, в котором богатство и загадочность сочетаются с варварством и отсталостью.

## В представлениях XIX—XXI веков

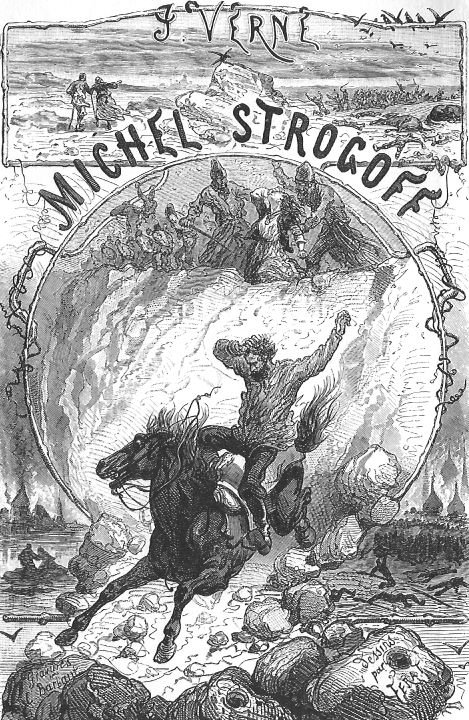
Иллюстрация Жюля Фера к роману Жюля Верна «Михаил Строгов» (1876)

С середины XIX века термин «Тартария» присутствует в литературе, в переизданиях описаний античных и средневековых путешествий. Общий термин, у средневековых авторов часто имевший негативный оттенок, дополнял различные описания «чудес», физиогномические и психологические описания центральноазиатских народов, мрачных и враждебных ландшафтов. Как пишет С. Горшенина, эта ситуация способствовала негативному восприятию Востока, свойственному Европе XIX века. Тартария в основном утратила «региональное» и «этническое» (монголы Чингисхана) значения и стала синонимом «варварства», жестокости и рабства, которые противопоставлялись «прогрессу» и «цивилизации». Новое использование термина в различных написаниях присутствовало во всех европейских языках, включая русский (где не было «р»). В Европе в конце XIX — начале XX веков «тартары» обозначали «варварские» народы Центральной Азии и Тибета, русские источники также писали о варварах, фанатиках и дикарях (например, в расистских размышлениях Н. Пржевальского), избегая связи Тартарии со своей страной. Согласно С. Горшениной, в европейском общественном мнении Тартария, напротив, часто ассоциировалась с Российской империей, что видно из популярности романа Жюля Верна «Михаил Строгов». Арминий Вамбери (1882) предложил «эволюционную» цепочку «тартары — скифы — варвары — русские». Из академической науки «Тартария» исчезла к началу XX века, однако в литературе сохранилась до 1930-х годов включительно.
В романе «Новости из Тартарии: путешествие из Пекина в Кашмир» (1936), написанном корреспондентом «Таймс» Питером Флемингом после поездки в Каракорум и Синьцзян, Тартария имеет символический смысл и географически соответствует древней Тартарии. В романе Дино Буццати «Татарская пустыня» (1940) топоним не обозначал конкретную территорию, а превратился в символ или аллегорию скрытой угрозы с севера. Тартария стала поэтической метафорой и утратила любые временные и пространственные характеристики.
В постсоветском академическом сообществе название «Тартария» иногда используется в контексте поисков глобальных концепций, как синоним евразийского Хартленда, без определённых границ и с неясным содержанием (учреждение научного журнала «Tartaria Magna» в 2011 году в Улан-Удэ). В российской псевдонауке, отмеченной национализмом, Тартария представлена как «подлинное» наименование России, которое злонамеренно «игнорировалось» на Западе (например, фильм 2011 года «Великая Тартария — Империя Русов», выложенный на YouTube).
В 2014 году на французском языке была опубликована объёмная монография Светланы Горшениной «Изобретение Центральной Азии: история концепта от Тартарии до Евразии», в которой с конструктивистских позиций детально исследовалась эволюция картографии и топонимики Центральной Азии, включая «Тартарию», в контексте социального конструирования пространства. Монография в целом получила положительные отзывы как «увлекательная» реконструкция истории «Тартарии» и её связи с тартарами, хотя были отмечены ряд мелких лингвистических ошибок и культурологических неточностей (так, Тартар назывался автором «христианским адом», хотя он в большей степени связывается с античной мифологией), а также ограниченность источниковедческой базы в основном французскими и немецкими текстами в области «высокой» литературы, науки и официальной политики. В 2019 году небольшая часть монографии в адаптированном варианте была издана на русском языке.
В Казани в 2022 году прошёл семинар «От империй Тартарии к Российской империи Петра». В 2023 году Татспиртпром стал выпускать пшеничное пиво «Тартария».

## Комментарии
1. ↑  Ментальными картами были бо́льшая часть карт Средневековья и Нового времени[23].
2. ↑  В качестве образов далёких непознанных стран и народов terra incognita является неотъемлемой частью представлений той или иной национальной или региональной общности в современном мире[26].
3. ↑  Историки по-разному трактуют описания Карпини. Solongyos может относиться к корейцам или маньчжурам; страна сарацин — это Афганистан, Иран или Хорезм, поскольку бисермины у Карпини, скорее всего, обозначают хорезмийцев, хотя также и персов, и мусульман в целом; земли уйгуров относятся к региону Восточного Туркестана или даже Монголии[51].
4. ↑  По одной из версий, горный проход в современной афганской провинции Бамиан[32].
5. ↑  С возникновением в XIV веке портуланов и переоткрытием карт Птолемея («География» Птолемея попала в Западную Европу в конце XIV века и была переведена на латынь в 1406 году[38]), появлением новых свидетельств путешественников авторы карт «Центральной Азии» постепенно отказываются от принципов карты Т-О и переходят к другим способам начертания континентов. Главной особенностью является отказ от традиционной восточной ориентации карт в пользу северной (Птолемей) или южной. В отличие от средневековой картографии, считавшей Каспийское море заливом внешнего океана, Птолемей правильно считал его внутренним морем[38]. Вместе с тем античное изображение (как на картах Т-О) периферии северной Азии и, в частности, средневековые представления о Каспийском море сохраняют несколько выполненных в традиции Каталонского атласа карт первой половины XV века: итальянские карты Андреа Бьянко (1432—1436) и Борджиа (1410—1458), Каталонская карта из библиотеки Эстенсе де Модена (1450). Гирканское (Каспийское) море является заливом внешнего океана; рядом с заливом расположена окружённая горами земля Гога и Магога. На карте Андреа Бьянко по разные стороны Гирканского залива расположены земной рай и Гог и Магог; спустя двести лет после путешествий Плано Карпини и Рубрука такое соседство было анахронизмом[65].
6. ↑  Если считать её подлинной и датировать примерно 1440 годом.
7. ↑  Разделение между монголами и тартарами восходит к Плано Карпини и Рубруку, согласно которым Su-Moal (тартары) были покорены Moal (монголами)[71].
8. ↑  Получает распространение топоним «Туркестан», во второй половине XVI века для обозначения междуречья Амударьи и Сырдарьи появляются топоним Mā warāʾ al-nahr (Мавераннахр; Maurenaer на карте Меркатора 1596 года), этноним Usbek / Usbeck, заменяющий Zagatai[73].
9. ↑  Противопоставление восходит к эпической персидской традиции[84].
10. ↑  Соотношение названий не прояснено: с одной стороны, «Туран» и «Туркестан» — синонимы; с другой, Мавераннахр и Туркестан являются частями Турана. На юге границей Турана-Туркестана служит Оксус, на востоке — страна Khotan / Khoten (Хотан), которая находится «за пределами Бухары и Кашгара»; северо-восточные границы, напротив, неизвестны. Города Каракомум, Алмалык, Бешбалык, согласно д’Эрбело, находятся в стране монголов. Там обитают восточные турки или турки Туркестана, тартары, монголы и хотанцы — «очевидно, самый северный из народов Китая»[86].
11. ↑  Иезуиты использовали тюрко-монгольские топонимы в китайской транскрипции.
12. ↑  В данном случае Висделу имеет в виду не Гималаи («Имаус» в античной традиции), а Каракорум[96].
13. ↑  Ещё Плано Карпини под впечатлением высокогорья Джунгарии считал Тартарию далёкой страной гор и равнин. Смешение высоты и удалённости в описаниях Азии восходит к античности[98].
14. ↑  Идея «классификации» народов возникла под влиянием работ по биологии Карла Линнея, его ученик Иоганн Петер Фальк посетил Тартарию[122].
15. ↑  Так, Франсуа Рабле сравнивал московитов с «индийцами, персами и троглодитами», а с Роджера Бэкона русских часто соотносили с сарацинами или турками[138].
16. ↑  Учёные датируют его карту по-разному (1675, 1682, 1677—1678), но отдают ему картографическое первенство перед Ремезовым[144].
17. ↑  Несколько карт издано между 1697 и 1720 годами[144].
18. ↑  Фон Страленберг попал в плен после Полтавской битвы и провёл в России больше десяти лет.
19. ↑  Атлас составляли немецкие учёные, что объясняет наличие Тартарий[152]. А. В. Постников считает, что источником сведений об Азии были европейские карты низкого качества, хотя атлас был составлен Императорской Академией наук[153].
20. ↑  В русском издании «р» упущена[169].